# Plougoulm
Cet article possède un paronyme, voir Plougoumelen.
Plougoulm [plugulm] est une commune du département du Finistère, dans la région Bretagne, en France. Son nom breton est Plougouloum. Sa devise est la suivante : « Dalc'homp mad » qui veut dire « tenons bon ». Les habitants de Plougoulm sont les Plougoulmois.

## Géographie

### Description

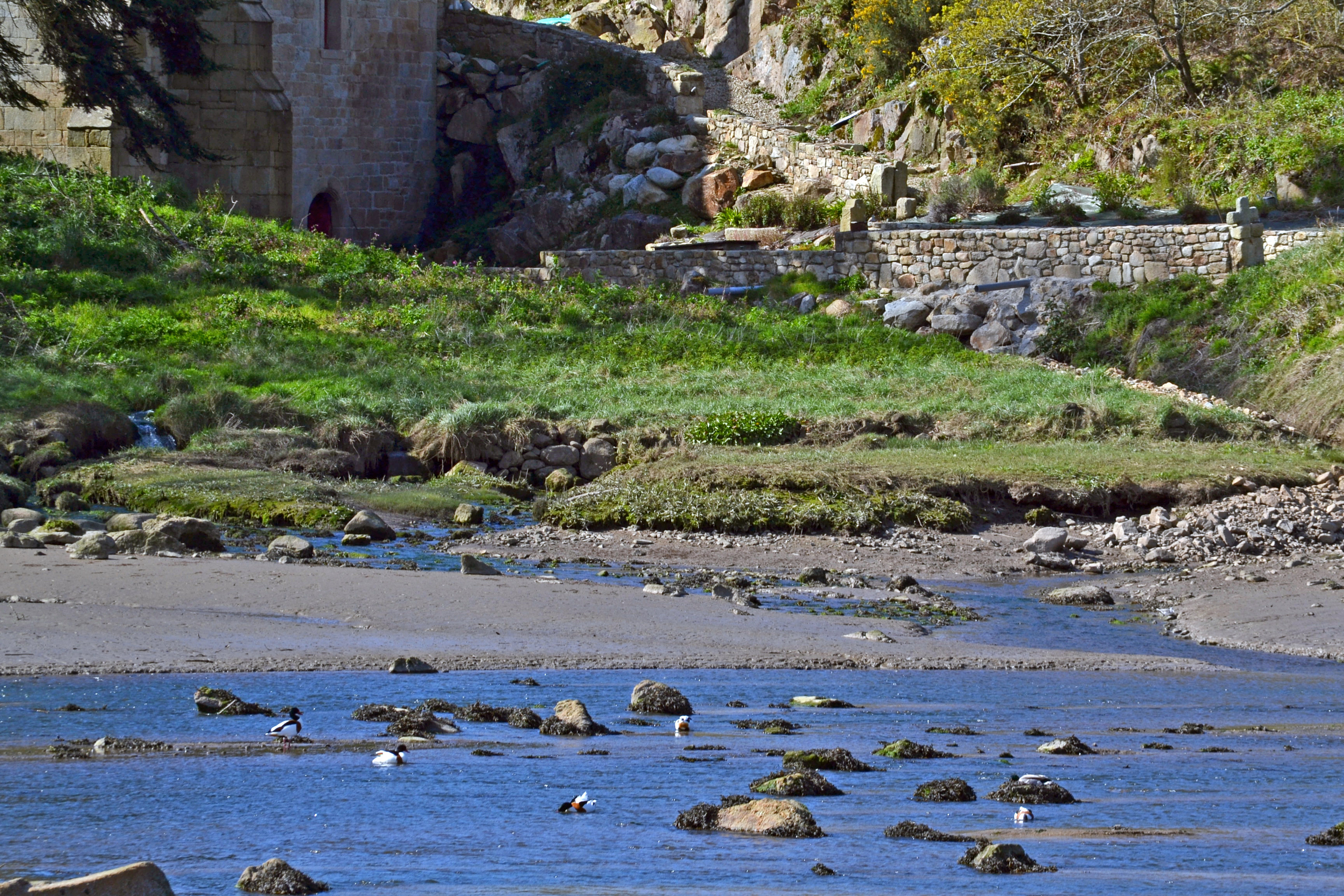
Estuaire de la rivière du Guillec

Plougoulm est située entre la commune de Sibiril, de Santec et de Saint-Pol-de-Léon ; elle est en plein cœur de la Ceinture dorée, de la zone légumière du Haut-Léon, où l'on peut voir des cultures de choux-fleurs, de carottes, de brocolis, d'artichauts...
Plougoulm est limité à l'est et à l'ouest par deux petits fleuves côtiers : l'Horn et le Guillec dont les estuaires (des rias) s'ouvrent largement sur la Manche (qui forme à cet endroit une baie découvrant largement à marée basse), se rejoignant presque, surtout à marée basse, ne formant qu'une étroite presqu'île de confluence, la presqu'île de Pen an Dour. Une partie du territoire communal est toutefois située sur la rive droite de l'Horn. Plougoulm possède trois plages : celles de Kerbrat et de Théven [Téven] (dite aussi de Toul an Ouc'h), exposées au nord, donnent directement sur la Manche et la rive gauche de l'estuaire de l'Horn ; celle de Guillec fait face à l'ouest et est située sur la rive droite de l'estuaire du Guillec.
| Sibiril      | La Manche | Santec            |
|              | Plougoulm | Saint-Pol-de-Léon |
| Tréflaouénan | Mespaul   | Plouénan          |

La commune possède une forêt : le bois de la Palud, situé lui aussi sur la rive droite de l'estuaire du Guillec. Le finage communal, étroit dans le sens est-ouest, s'étire longuement dans le sens nord-sud, la partie sud de la commune allant jusqu'au hameau de Sainte-Catherine (situé toutefois pour sa majeure partie dans la commune de Mespaul) et jusqu'au hameau de Kerguidu, à proximité duquel se rencontre l'altitude la plus élevée en dehors du bourg (51 mètres près de Pen ar Traon), qui reste toutefois très modeste.

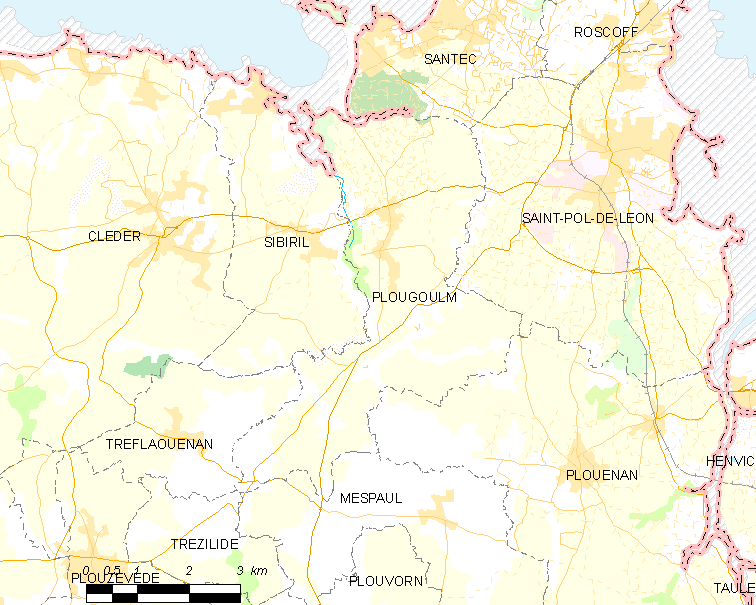
Carte de la commune de Plougoulm
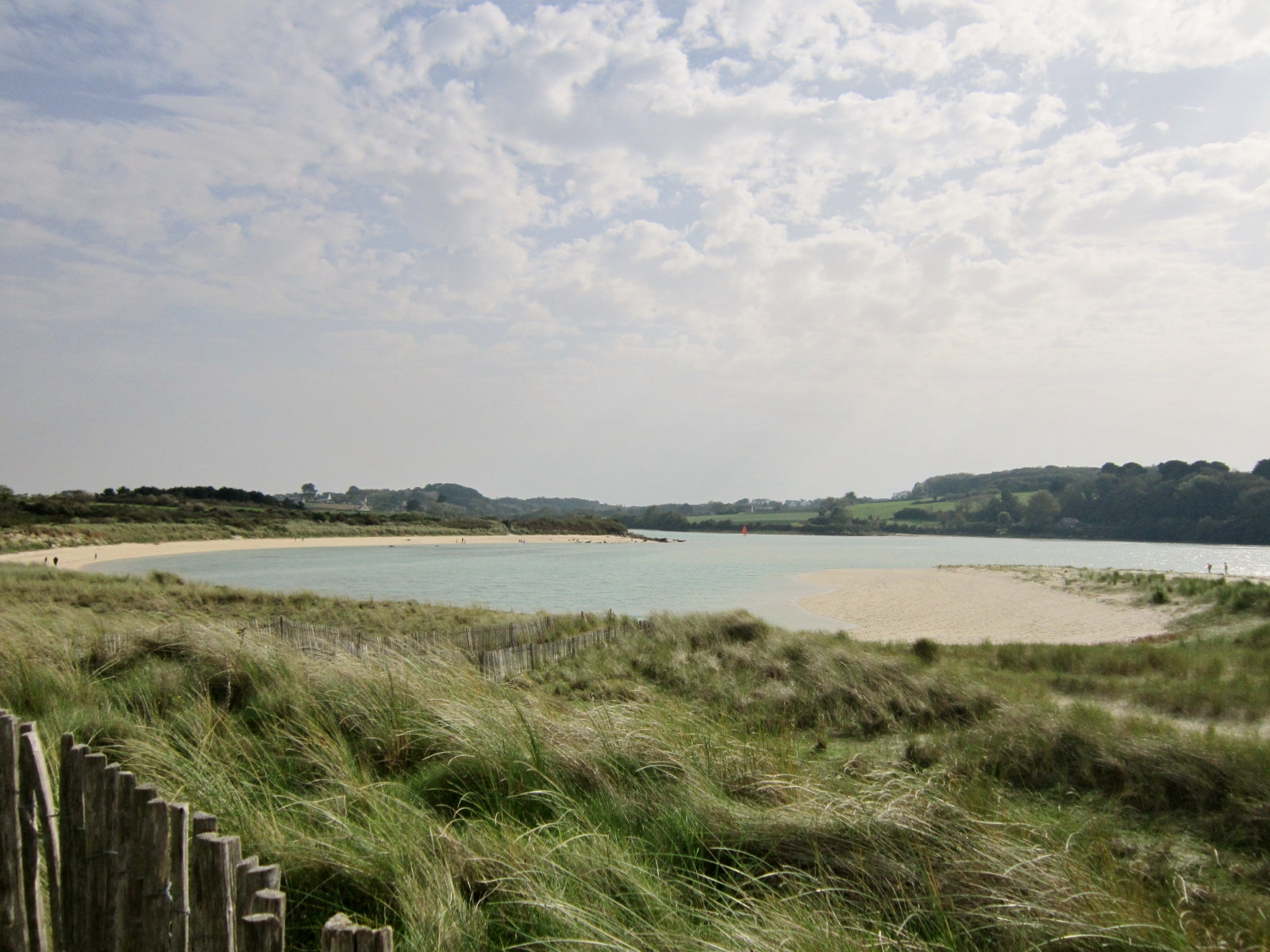
L'estuaire (ou ria) du Guillec, vue vers l'amont depuis les abords de la plage du Guillec
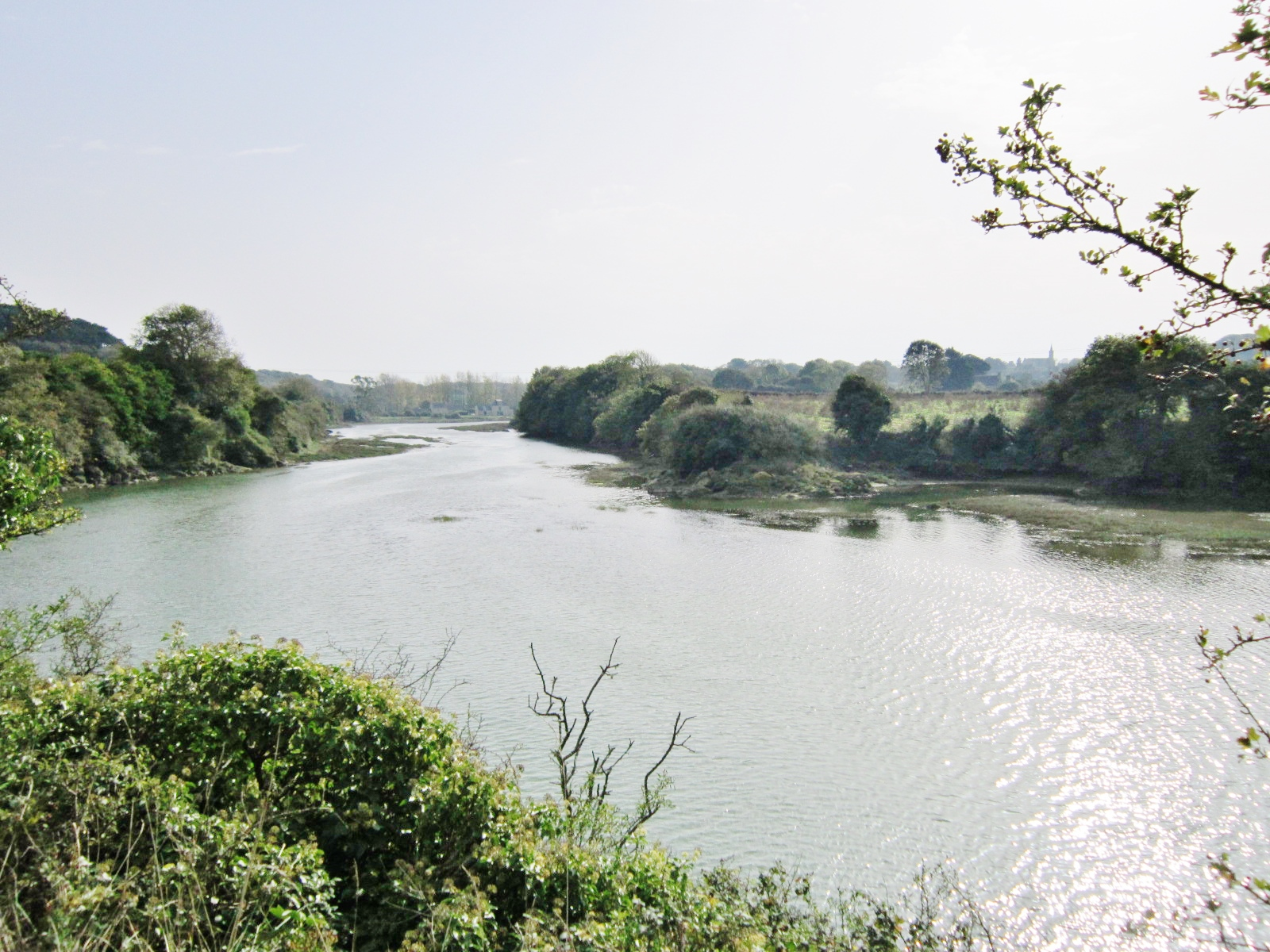
La partie amont de l'estuaire du Guillec vue de la rive droite côté Plougoulm
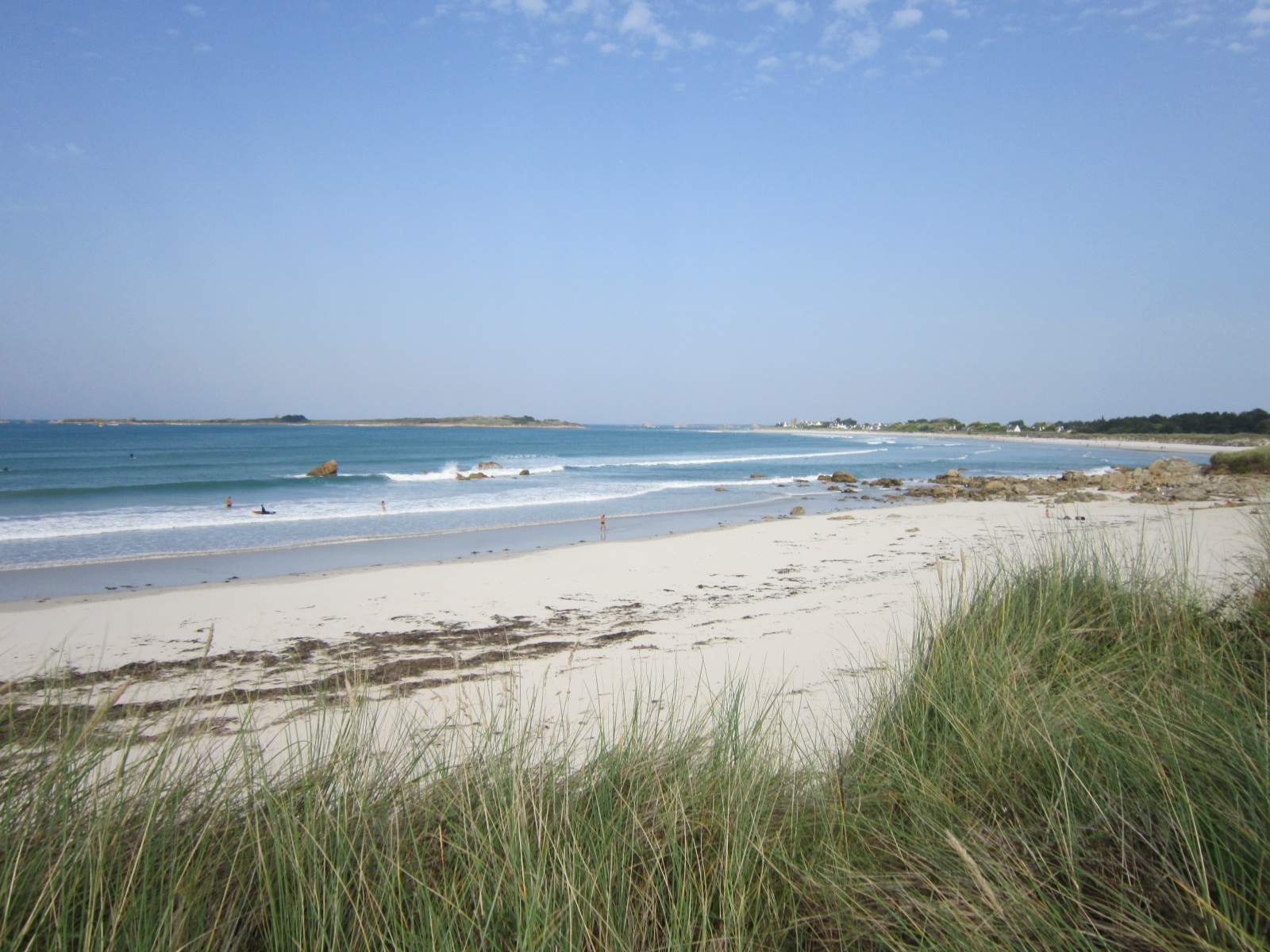
La plage de Théven 1
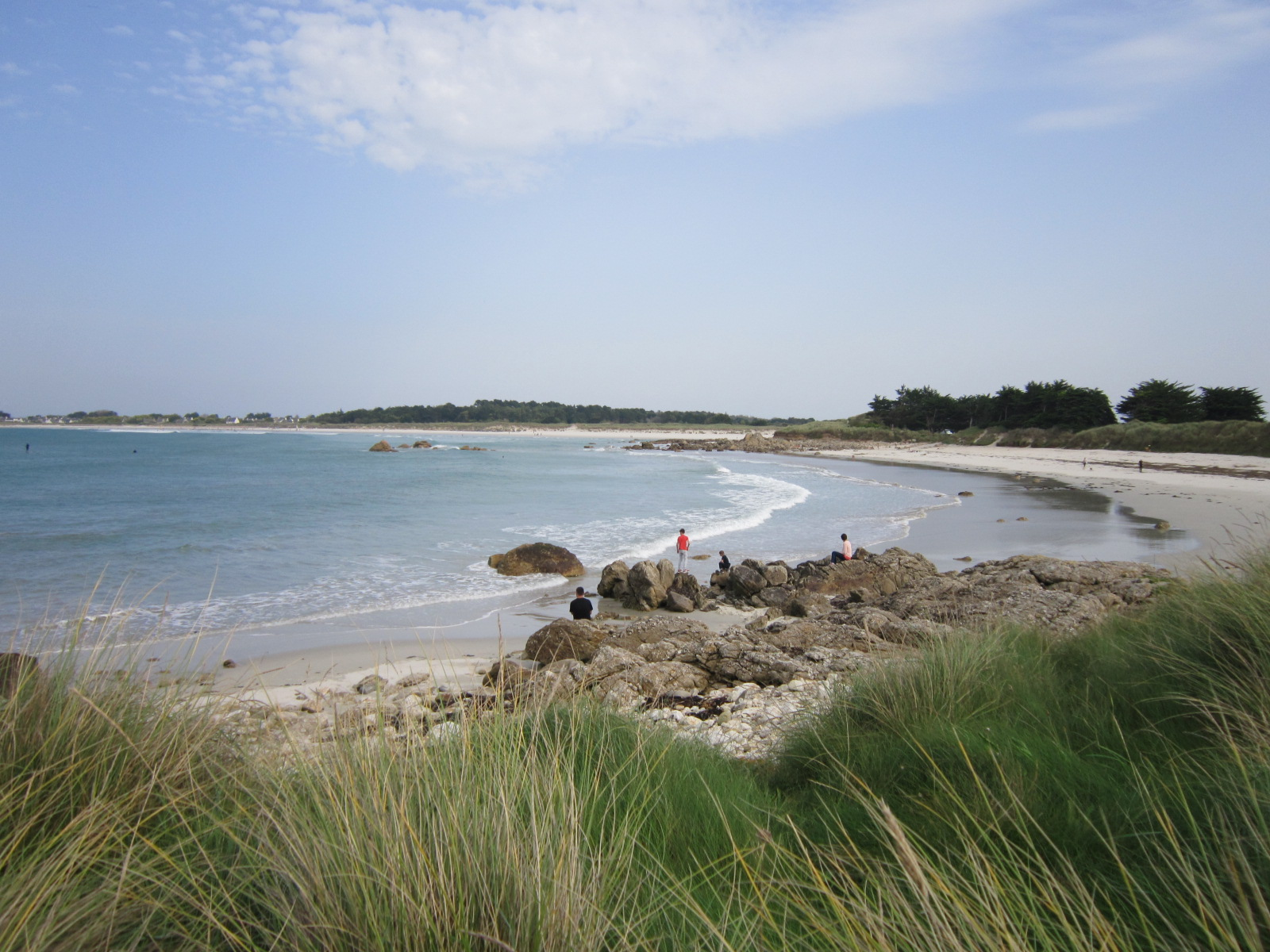
La plage du Théven 2
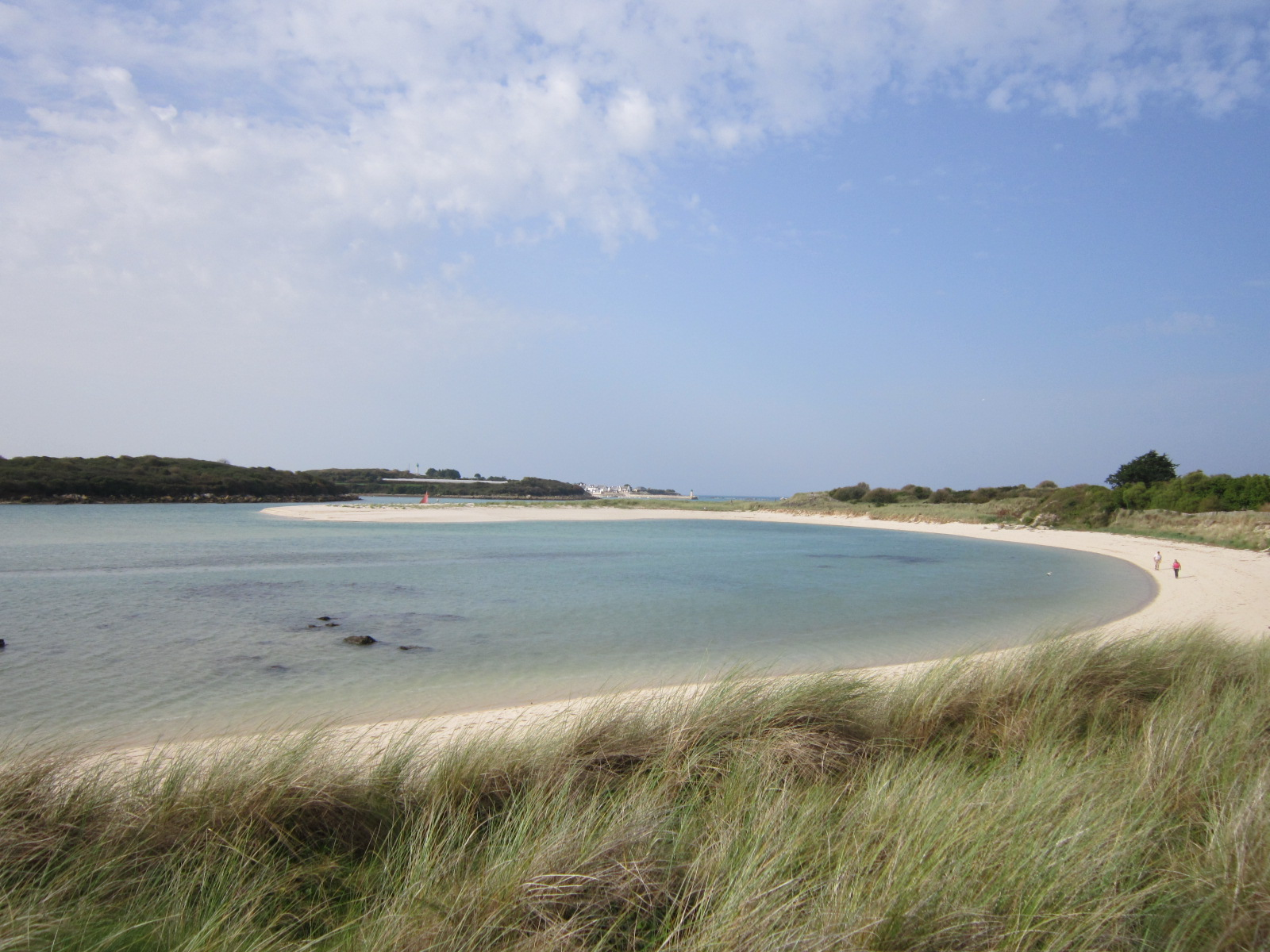
La plage du Guillec (rive droite de l'estuaire du Guillec), vue depuis l'amont en direction de l'aval

Le bourg est situé, comme pour la plupart des communes littorales voisines non portuaires, à l'écart de la côte, sur une hauteur (53 mètres) dominant la rive droite de l'estuaire du Guillec. Il est excentré dans le sens ouest-est par rapport à l'ensemble du finage communal. L'habitat rural est dispersé entre de nombreux hameaux et fermes isolées.

### Hydrographie
Pour un article plus général, voir Réseau hydrographique du Finistère.
La commune est située dans le bassin Loire-Bretagne. Elle est drainée par le Guillec, l'Horn et divers autres petits cours d'eau,.
Le Guillec, d'une longueur de 25 km, prend sa source dans la commune de Saint-Vougay et se jette  dans la Manche entre les communes de Sibiril et de la commune. Les caractéristiques hydrologiques du Guillec sont données par la station hydrologique située sur la commune de Trézilidé. Le débit moyen mensuel est de 0,707 m3/s. Le débit moyen journalier maximum est de 12 m3/s, atteint lors de la crue du 10 janvier 1982. Le débit instantané maximal est quant à lui de 15,3 m3/s, atteint le même jour.

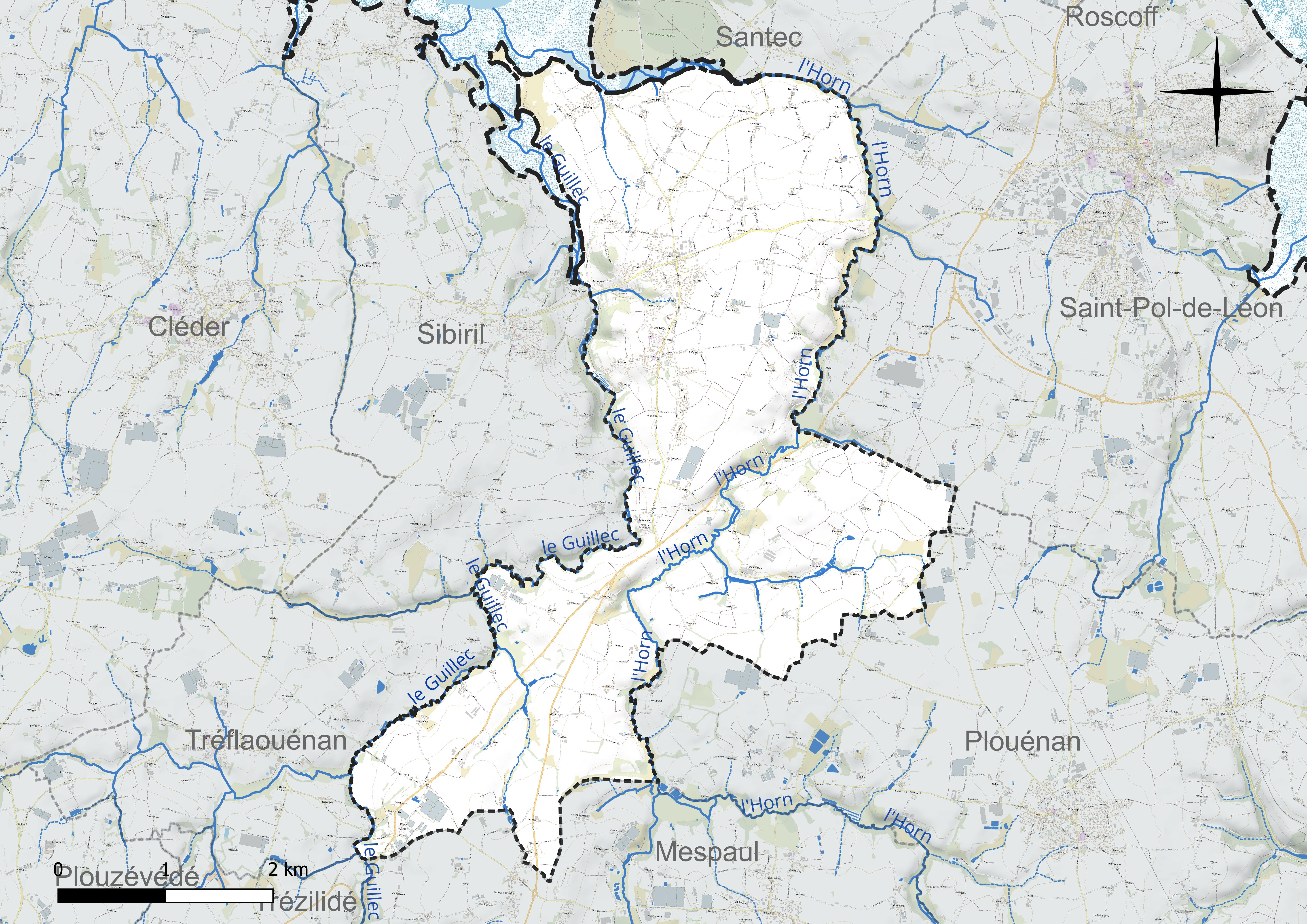
Réseau hydrographique de Plougoulm.

L'Horn, d'une longueur de 27 km, prend sa source dans la commune de Plouvorn et se jette  dans la Manche sur la commune, après avoir traversé sept communes. 

### Climat
Pour des articles plus généraux, voir Climat de la Bretagne et Climat du Finistère.
En 2010, le climat de la commune est de type climat océanique franc, selon une étude du CNRS s'appuyant sur une série de données couvrant la période 1971-2000. En 2020, Météo-France publie une typologie des climats de la France métropolitaine dans laquelle la commune est exposée à un climat océanique et est dans la région climatique Finistère nord, caractérisée par une pluviométrie élevée, des températures douces en hiver (6 °C), fraîches en été et des vents forts. Parallèlement l'observatoire de l'environnement en Bretagne publie en 2020 un zonage climatique de la région Bretagne, s'appuyant sur des données de Météo-France de 2009. La commune est, selon ce zonage, dans la zone « Littoral », exposée à un climat venté, avec des étés frais mais doux en hiver et des pluies moyennes.
Pour la période 1971-2000, la température annuelle moyenne est de 11,4 °C, avec une amplitude thermique annuelle de 9,4 °C. Le cumul annuel moyen de précipitations est de 912 mm, avec 16,2 jours de précipitations en janvier et 7,6 jours en juillet. Pour la période 1991-2020, la température moyenne annuelle observée sur la station météorologique la plus proche, située sur la commune de Saint-Servais à 19 km à vol d'oiseau, est de 11,6 °C et le cumul annuel moyen de précipitations est de 1 160,4 mm,. Pour l'avenir, les paramètres climatiques de la commune estimés pour 2050 selon différents scénarios d'émission de gaz à effet de serre sont consultables sur un site dédié publié par Météo-France en novembre 2022.

## Urbanisme

### Typologie
Au 1er janvier 2024, Plougoulm est catégorisée bourg rural, selon la nouvelle grille communale de densité à 7 niveaux définie par l'Insee en 2022.
Elle est située hors unité urbaine. Par ailleurs la commune fait partie de l'aire d'attraction de Roscoff - Saint-Pol-de-Léon, dont elle est une commune de la couronne,. Cette aire, qui regroupe 9 communes, est catégorisée dans les aires de moins de 50 000 habitants,.
La commune, bordée par la Manche, est également une commune littorale au sens de la loi du 3 janvier 1986, dite loi littoral. Des dispositions spécifiques d'urbanisme s'y appliquent dès lors afin de préserver les espaces naturels, les sites, les paysages et l'équilibre écologique du littoral, tel le principe d'inconstructibilité, en dehors des espaces urbanisés, sur la bande littorale des 100 mètres, ou plus si le plan local d'urbanisme le prévoit.

### Occupation des sols
L'occupation des sols de la commune, telle qu'elle ressort de la base de données européenne d'occupation biophysique des sols Corine Land Cover (CLC), est marquée par l'importance des territoires agricoles (93,7 % en 2018), en diminution par rapport à 1990 (94,9 %). La répartition détaillée en 2018 est la suivante :
terres arables (73,2 %), prairies (10,5 %), zones agricoles hétérogènes (10 %), zones urbanisées (4,1 %), milieux à végétation arbustive et/ou herbacée (1,2 %), forêts (0,9 %), zones humides côtières (0,1 %). L'évolution de l'occupation des sols de la commune et de ses infrastructures peut être observée sur les différentes représentations cartographiques du territoire : la carte de Cassini (XVIIIe siècle), la carte d'état-major (1820-1866) et les cartes ou photos aériennes de l'IGN pour la période actuelle (1950 à aujourd'hui).

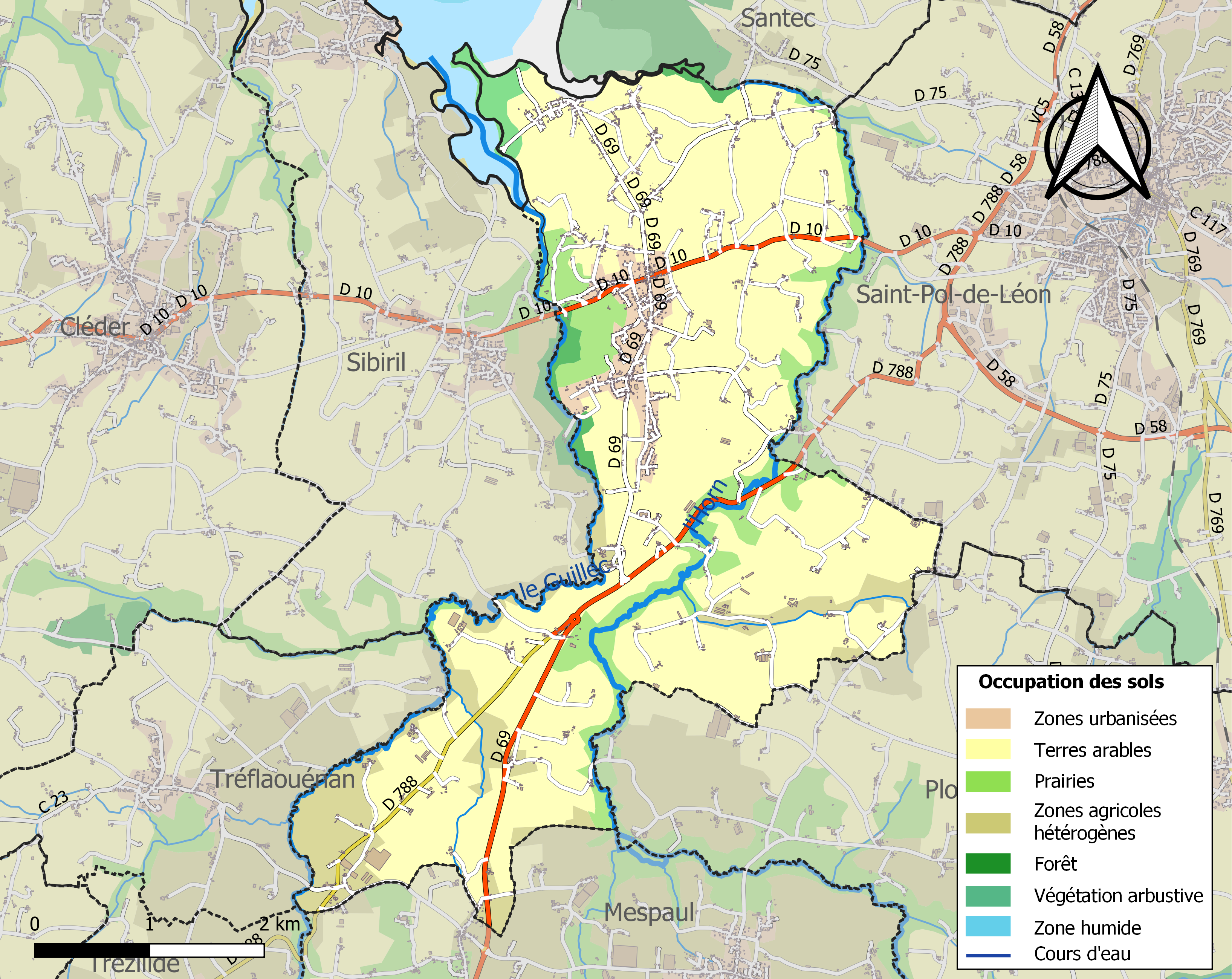
Carte des infrastructures et de l'occupation des sols de la commune en 2018 (CLC).

## Toponymie
Le nom de la localité est attesté sous les formes Plebs Columbe vers 1330, Plebs Columbani en 1427, Ploecolm en 1448, en 1503 et en 1543, Plougoulm en 1549.
Le nom Plougoulm vient du breton ploe (paroisse) et Koulm, du nom de saint Coulm, dit aussi saint Colomban, souvent confondu avec saint Colomba d'origine irlandaise.
Le nom breton de cette commune est Plougouloum.

## Histoire

### Préhistoire
Plougoulm aurait commencé à être habité vers 5000 av. J.-C. La presqu'île de Pen an Dour est un éperon barré où des chasseurs trouvaient un refuge depuis le Paléolithique; depuis la décennie 1950 les extractions de sable et les tempêtes ont mis au jour des pointes de flèche en silex et des percuteurs ; il semble qu'un campement au moins temporaire se trouvait là à l'abri du promontoire qui permettait de s'abriter du vent. Par la suite, au mésolithique, puis à l'Âge du bronze, l'endroit servit d'abri permanent (des tessons de poteries, des objets en bronze tels que haches, poignards, marteaux,... ont été découverts, ainsi que plusieurs tombes (des caveaux et coffres de pierre sous tumulus) ; à l'Âge du fer, les lieux ont été cultivés : on a retrouvé, protégés par l'épaisse couche de sable qui s'est depuis accumulée, des traces d'anciennes planches de culture, bombées sur un mètre de large environ, séparées par des creux ; ces parcelles étaient délimitées par des talus formés de cailloux et de blocs de granite.

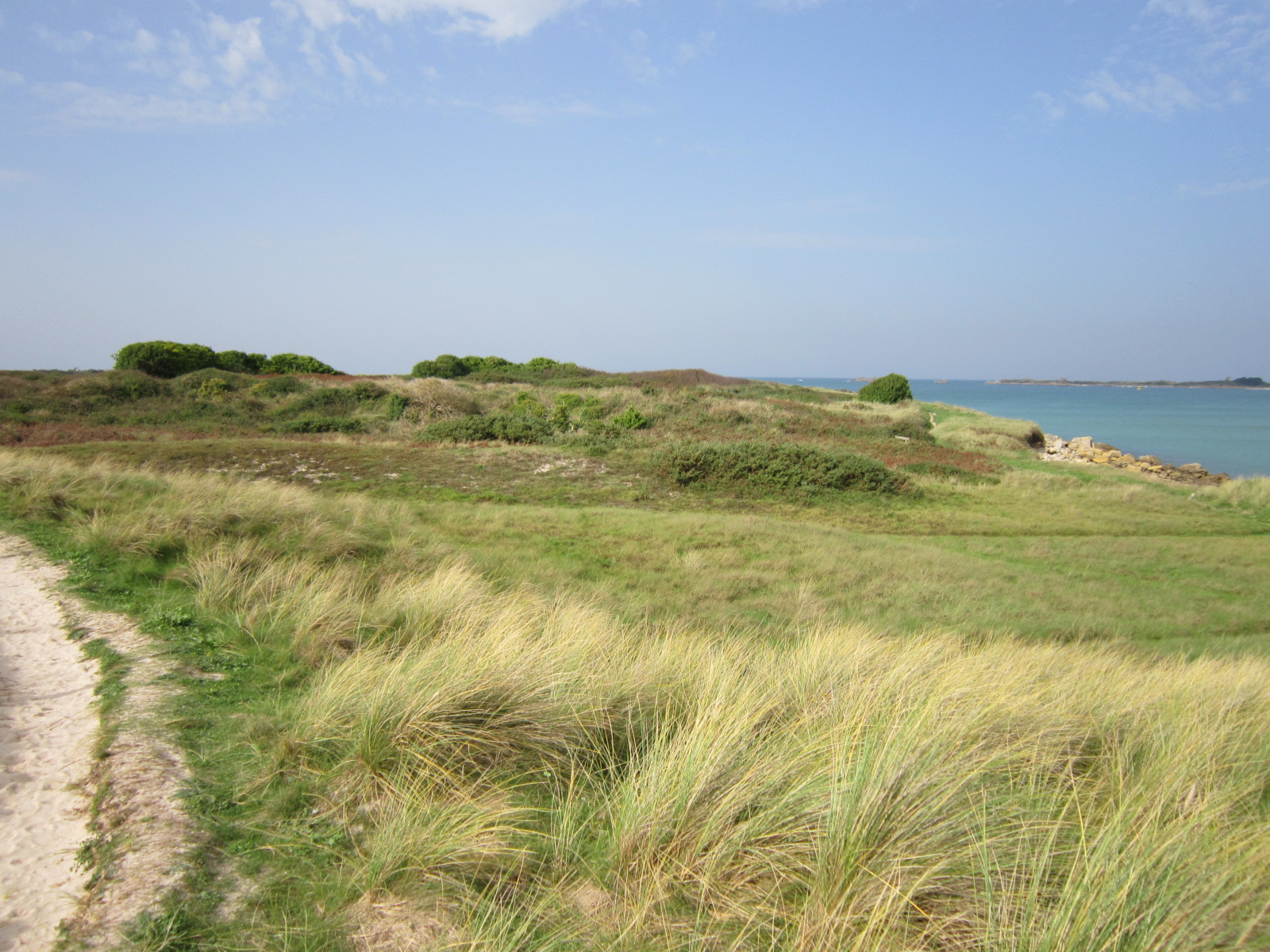
L'éperon barré de Pen an Dour : entrée de l'isthme fortifié
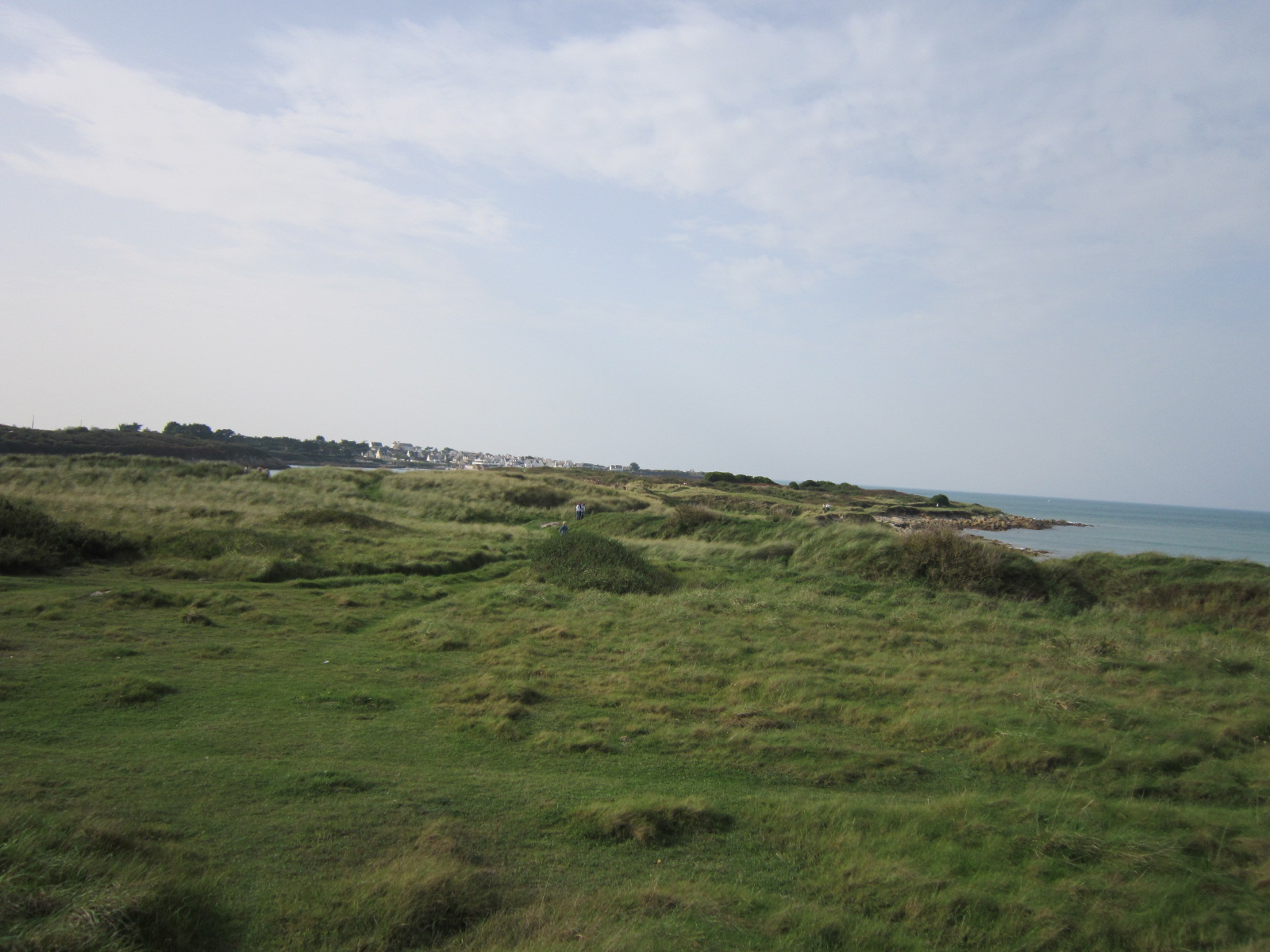
L'éperon barré de Pen an Dour : vue d'ensemble du site
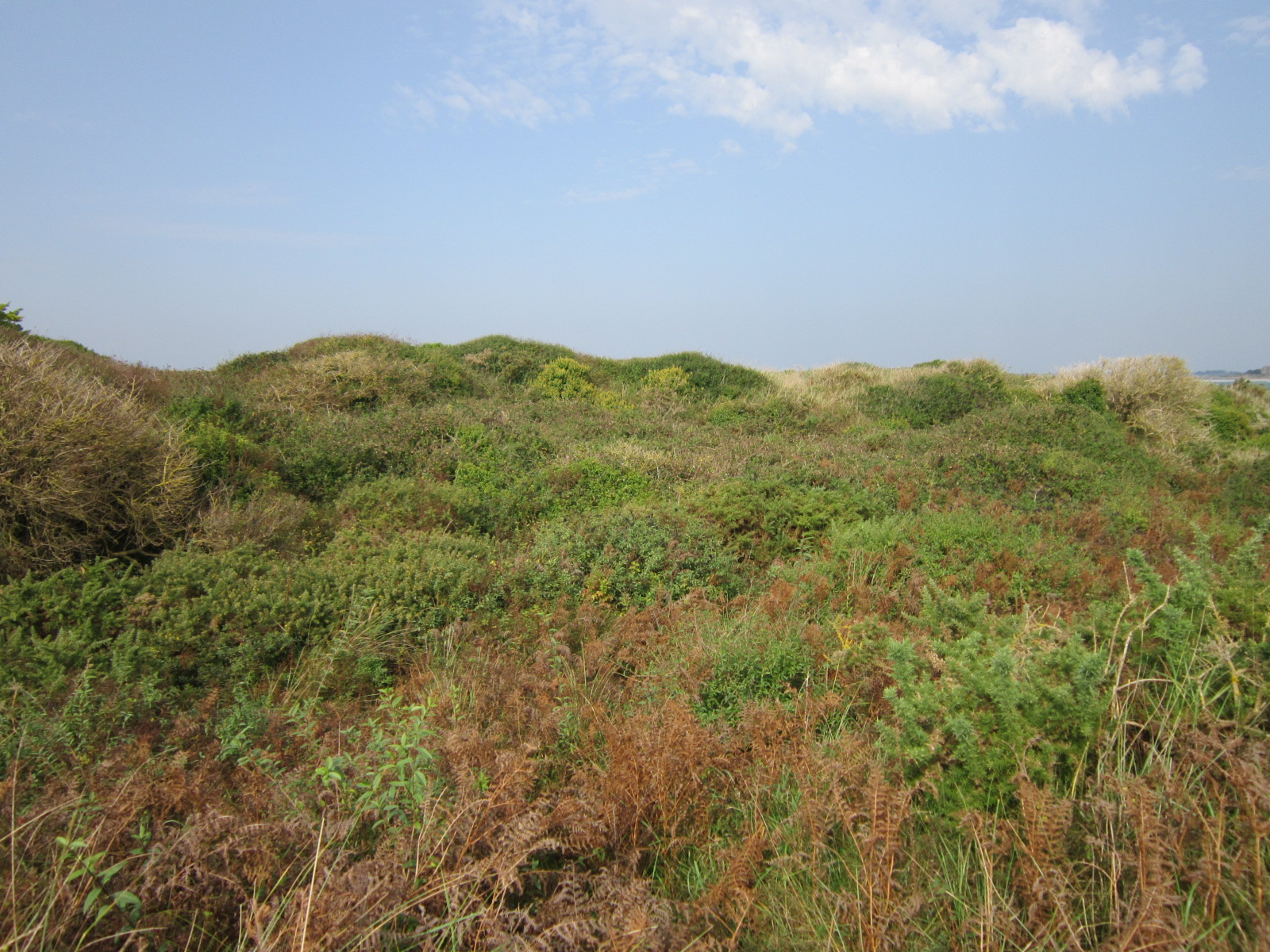
L'éperon barré de Pen an Dour : le promontoire

M. Thépault du Breignou, qui habitait le manoir du Dourduff en Plougoulm, découvrit (avant 1845) des haches préhistoriques dans le bois du Dourduff, qu'il était en train de défricher.

### Moyen Âge

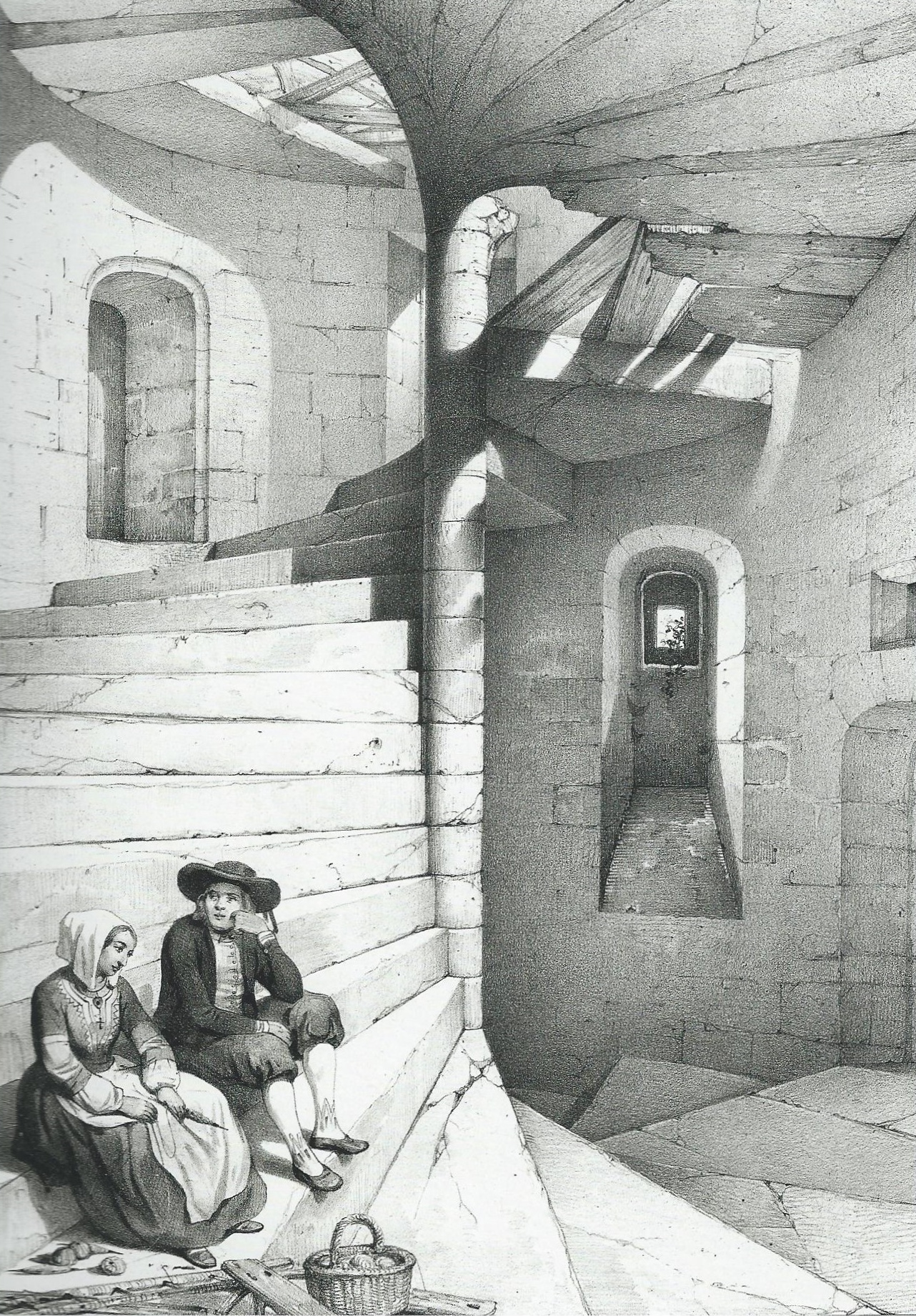
L'escalier du manoir de Kerautret (dessin d'Auguste Mayer)

En 1481, 22 nobles de Ploecolm (Plougoulm) figurent à une montre à Lesneven, d'ailleurs présidée par Thomas de Kerazret (Keraeret), lui-même de Plougoulm. Parmi ces 22 nobles, le plus riche est Jehan de Pontplancoët, seigneur du dit-lieu, le seul à comparaître en "lance", c'est-à-dire couvert d'une cuirasse complète de chevalier, qui jouit de 200 livres de rente. Hervé de Kenechgrisien (Crechgrizien) jouit de 132 livres de rente (malade, il se fit représenter) ; Yvon Le Moyne, seigneur de Ramlouch, qui vint en archer en brigandine, jouissait de 86 livres de rente ; Hervé du Boys, seigneur du Dourduff, de 72 livres de rente (mais il ne comparut point, excusé) ;
Guillaume Kercoënt de 70 livres, Hervé du Stang de 65 livres, Alain Tuonélorn de 60 livres, Jehan Coatelez, de Rusunan, de 44 livres, etc.
En 1496 le seigneur de Dourduff était Yvon ar Coat. Selon Pol Potier de Courcy, les familles nobles de Plougoulm connues sont la famille de Kerautret, la famille de Keraeret, la famille Le Jacobin et la famille de Keranguen de Kerdelan.

### Époque moderne
Le manoir de Kerautret fut la propriété successive des familles Traonélorn (à partir de 1481), Kerchoant (Kerhoënt) à partir de 1639, Éon et Penfentenyo. Ce manoir était remarquable, selon le Chevalier de Fréminville, « par une assez haute tour en pierre de taille, à laquelle est adossée une tourelle ».
De nombreux autres manoirs existaient à Plougoulm à l'époque moderne : Châteaulaurent, Crechizien (Kerichen), Dourduff, Keranfaro, Keranveyer, Kerazret, Kerdevez, Kerganson, Kerguiduff, Kerigou, Kernechbourret (Bourret), Kernonen, Keroulaouen, Kervasdoué, Kervillon, Kervrenn, Lanrivinec, Lesplougoulm, Lezerec, Marquez, Mesqueffuruz (Mezenfulust), la Palue, Pontplancoët, Poullesque, Pourapa, Rambloch, Ruzunan, Tredern. L'histoire du manoir de Crechizien (Hervé de Crechgrizien est cité à une montre du Léon en 1443 ; le manoir actuel a été construit en 1620 par Vincent Le Moyne) et ses légendes ont été décrites par Louis Le Guennec.
En 1640, il y a eu un meurtre dans l'église de Plougoulm.
La peste a sévi en 1665, et une tempête de sable s'est abattue sur Plougoulm en 1699.
En 1759, une ordonnance de Louis XV ordonne à la paroisse de Plougolin [Plougoulm] de fournir 24 hommes et de payer 157 livres pour « la dépense annuelle de la garde-côte de Bretagne ».
Vers le milieu du XVIIIe siècle un conflit éclata entre des habitants de Plougoulm et ceux de l'île de Sieck à propos de la cueillette du goémon : les habitants de cette île, accessible à marée basse, voulurent en interdire l'accès aux gens de Plougoulm ; ils accusaient ces derniers de descendre nombreux dans leur île, d'y tracer de nouveaux chemins, ne respectant pas les terres cultivées, de laisser ouverte la barrière placée à l'entrée de l'île, de sorte que leurs bestiaux s'en allaient à la grève au risque de s'y égarer (une même accusation était d'ailleurs portée contre les gens de Sibiril). Mme Marie-Marguerite Butault de Marsan, épouse de Guy Louis de Durfort, duc de Quintin et de Lorge, propriétaire de l'île, prit fait et cause pour ses fermiers et porta plainte en 1767. Le tribunal de Léon chargea l'amirauté de Brest de régler la querelle et, le 17 novembre 1768 rendit un arrêt interdisant aux gens de Plougoulm et à tous autres « d'aller, venir ni fréquenter dans l'isle de Sieck sous quelque prétexte que ce put être ». Cet arrêté fut publié et affiché à Plougoulm, mais les habitants n'en tinrent pas compte et continuèrent à aller ramasser du goémon dans l'île de Sieck. La duchesse de Lorge et ses fermiers de Sieck adressèrent de nouvelles plaintes à l'amirauté de Brest, reprochant aux Plougoulmois « de se servir de rateaux et autres instruments propres à arracher le gouesmon et à le détacher des rochers, de traverser l'île de toute part, laissant partout après eux des traces de leur passage » ; le 7 août 1783 l'Amirauté de Brest interdisait aux Plougoulmois tout passage dans l'île de Sieck et les condamnait à de fortes amendes. Yves Bertévas (de Quelveiny) et Charles Le Lez (de Kéraéret) interjetèrent appel au nom des Plougoulmois en 1786 près du Parlement de Bretagne, lequel par un arrêt en date du 22 août 1787 condamna la duchesse de Lorge et ses fermiers de Sieck et de Santec ; sommation leur furent faite « de laisser aller librement et sans opposition quiconque passer, aller et venir tous les habitants de Plougoulm et de Sibiril sur l'isle de Sieck par le chemin ordinaire pour se rendre sur la grève de Santec ou ailleurs pour la cueillette du gouesmon de telle manière qui leur plaira »,.

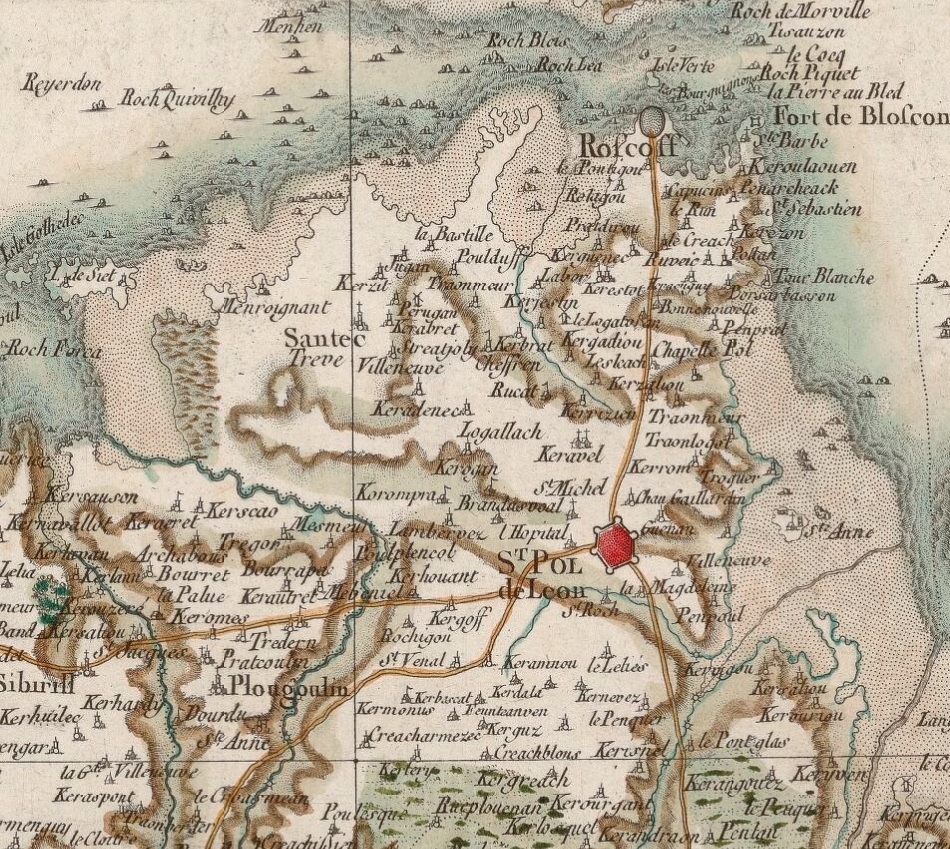
Carte de Cassini de Plougoulm et des paroisses avoisinantes (1783).

Jean-Baptiste Ogée décrit ainsi Plougoulm en 1778 :

« Plougoulm ; à une lieue au sud-sud-ouest de Saint-Pol-de-Léon, son évêché et sa subdélégation ; à 40 lieues de Rennes. Cette paroisse relève du Roi, ressortit à Lesneven et compte 1 800 communiants ; la cure est présentée par l'Évêque. Ce territoire, borné au nord par la mer, et coupé de ruisseaux dans lesquels la mer entre à toutes les marées, renferme des terres très exactement cultivées et des prairies. »

— Jean-Baptiste Ogée, Dictionnaire historique et géographique de la province de Bretagne
Cet auteur commet dans la partie suivante, non retranscrite, du même texte une erreur en attribuant le château de Maillé à la paroisse de Plougoulm, alors qu'il fait partie de celle de Plounévez-Lochrist.

### Révolution française
La commune de Plougoulm naît en 1790, pendant la Révolution française, comme toutes les autres communes de France. Le 4 mars 1790, à l'issue de la messe, sous le portique de l'église, se tint la réunion des citoyens de Plougoulm (au nombre de 222 pour environ 1 720 habitants) sous la présidence de Claude Le Rouallec, un notable désigné par le corps politique de la paroisse (appelés par cordelées, 196 citoyens furent présents, les autres étant malades ou empêchés). Rolland Cadiou, de Kerdevez, fut élu maire et Henry Milin, de La Palue, procureur de la commune.
La paroisse de Plougoulm était profondément catholique. Le 4 mars 1790, après la formation de la municipalité, les citoyens actifs de la nouvelle commune durent prêter le serment civique, ce à quoi ils consentirent car la constitution et loi « ne contenaient rien de contraire à la religion catholique, apostolique et romaine ». Après la nomination de l'abbé Expilly comme évêque constitutionnel du Finistère, ils consignèrent sur les registres de la paroisse le 19 décembre 1790 une protestation dans laquelle ils affirmèrent ne reconnaître comme évêque que Jean-François de la Marche, évêque de l'évêché supprimé de Léon. Le recteur de la paroisse, Guillaume Le Jeune, refusa de prêter le serment de fidélité à la Constitution civile du clergé et, s'attendant à être arrêté, délégua le 28 juin 1792 ses pouvoirs à l'abbé Le Lann, vicaire (on disait alors curé) et à trois prêtres habitués de la paroisse, Le Lez, Cadiou et Nédélec. Le 16 décembre 1792 le recteur Le Jeune fut arrêté et emprisonné au château du Taureau, puis embarqué le 27 avril 1793 sur un bateau qui l'emmena en Allemagne, d'où il ne tarda pas à revenir secrètement en Bretagne. Les autre prêtres précédemment cités, eux aussi prêtres réfractaires, bien que traqués, continuaient à exercer secrètement leur ministère grâce au soutien des paroissiens de Plougoulm. On venait de toute la région clandestinement à Plougoulm pour des baptêmes ou des mariages. Le 23 décembre 1792 la municipalité de Plougoulm dut procéder à l'installation d'un curé constitutionnel, François Le Goarant, mais protestèrent contre cette nomination. Le 15 mars 1793, les jeunes gens de Plougoulm susceptibles d'être tirés au sort dans le cadre de la levée de 300 000 hommes étaient convoqués à Saint-Pol-de-Léon ; ils déclarèrent qu'aucun d'eux ne s'y rendrait, mais qu'ils accepteraient « de défendre avec beaucoup de soin la côte de Plougoulm ». Le 19 mars 1793 les paysans de Plougoulm et des communes voisines vinrent en armes à Saint-Pol-de-Léon et un combat s'engagea contre les canonniers de la Garde nationale de Morlaix et le bataillon du Calvados, présents dans la ville ; ils participèrent le 24 mars 1793 à la bataille de Kerguidu.
Les paysans révoltés du Léon, dont ceux de Plougoulm, après leur défaite lors de la bataille de Kerguidu, se soumirent à Canclaux, remirent leurs armes, des otages, et payèrent les frais de l'expédition. Le juge de paix de Saint-Pol, le 21 mars 1793, « considérant (...) que les soulèvements et attroupements continuels (...) ne se font dans les campagnes qu'au son du tocsin qui se fait entendre d'une paroisse à l'autre (...), prions (...) les citoyens commandant les volontaires nationaux, (...) faire descendre toutes les cloches des paroisses de Plougoulm, Sibiril, Cléder, Tréflaouénan, Plouzévédé, Berven et Plouénan, afin d'éviter les rassemblements qui se forment journellement et qui occasionnent une insurrection dans ces paroisses ». Décidée avant même la bataille de Kerguidu, cette mesure fut appliquée seulement après celle-ci.
Les communes de Plougoulm, Sibiril et Cléder acceptent le 27 mars 1793 les conditions suivantes : « tous les particuliers (...) seront désarmés dans tiers [trois] jours à la diligence de leurs conseils généraux (...) et tous les fusils seront remis et toutes autres armes offensives, aux administrateurs de leurs districts respectifs (...) ; le contingent des dites communes sera fourni dans tout délai de demain (...) ; les frais de l'emploi de la force armée et autres dépenses nécessitées par la révolte des paroisses seront réglées par une contribution dont la masse sera répartie entre les dites paroisses de Plougoulm, Sibiril et Cléder, et payée dans tiers jours après qu'elle sera connue ; (...) les principaux coupables et les chefs de l'insurrection dans chacune des trois communes seront désignés par elles aux commissaires ; (...) les cloches des dites paroisses seront descendues (...) ; les ponts abattus par les rebelles seront rétablis aux fais des paroisses insurgées (...) ; les communes de Plougoulm, Sibiril et Cléder fourniront chacune quatre otages de choix et parmi leurs notables habitants pour sûreté de l'accomplissement des conditions ci-dessus (...) ».
Le 1er ventôse an V (19 février 1797) le conseil municipal de Plougoulm fut obligé de convoquer la population, au pied de l'arbre de la liberté, pour la faire prêter un serment de haine à la royauté. Personne ne se présenta pour prêter le dit serment, qui ne fut prononcé que par les seuls élus, pour qui c'était obligatoire.

### LeXIXesiècle
Le Chevalier de Fréminville décrit en 1844 le manoir de Pont-Plancoët qui « existait dès le XVe siècle. Son mur d'enceinte est crénelée et muni de contreforts ; mais il n'a ni tours, ni tourelles, et tous ses bâtiments sont de la plus modeste apparence ».
En 1849, pour un total de terres arables de 1 188 hectares, la commune de Plougoulm en a 309 cultivés en froment, 178 en orge, 178 en avoine, 71 en sarrasin, 95 en pommes de terre, 59 en panais, 59 en autres plantes sarclées, 178 en trèfle et luzerne, 59 en lin et chanvre et aucun en jachère ; les prairies naturelles y couvraient 162 ha, les bois 70 ha, les landes (ajonc) et le seigle 270 ha. Selon la même source, on recensait à Plougoulm 551 chevaux (en 1825), 2 120 bovins (en 1836) et environ 1 000 porcs (en 1836).
A. Marteville et P. Varin, continuateurs d'Ogée, décrivent ainsi Plougoulm en 1845 :

« Plougoulm (sous l'invocation de saint Colomban, en breton saint Coulm) : commune formée par l'ancienne paroisse de ce nom ; aujourd'hui succursale. (...) Principaux villages : le Cantel, Kervéléguen, Mezmeur, Pontplaincoët, Brénescuen, Pratcoulm, Pennaleu, Keroulaouen, Kernévez. Manoirs de Russinal, Dourduff,Kerautret, Guider, Pontplaincoët, Keracret. Superficie totale 1845 ha, dont (...) terres labourables 1183 ha, prés et pâtures 160 ha, bois 60 ha, vergers et jardins 10 ha, landes et incultes 270 ha (...). Moulins : 10 (de Keranblouc'h, du Douduff, de la Palue, de Kermérot, de Poulesqué, de Sinum, à eau). (...). La route de Brest à Saint-Pol-de-Léon traverse cette commune du sud-ouest au nord-est. Géologie : constitution granitique. On parle le breton. »

— A. Marteville et P. Varin, Dictionnaire historique et géographique de la province de Bretagne.
Les mêmes auteurs indiquent que l'église paroissiale de Plougoulm a été reconstruite en 1833, mais que l'on a conservé la tour et un portail latéral, datant de 1700 et 1701 ; que la chapelle de Pratcoulm porte aussi le nom du même saint et qu'un pardon s'y tient tous les ans ; que la chapelle de l'Archantel, alors ruinée, était dédiée à Notre-Dame.
Plougoulm était réputé pour l'élevage des chevaux : par exemple plusieurs éleveurs de la commune obtiennent des prix lors du concours de 1879 de la Société hippique brestoise ou encore au concours régional de 1893 à Quimper.

### LeXXesiècle

#### La Belle Époque

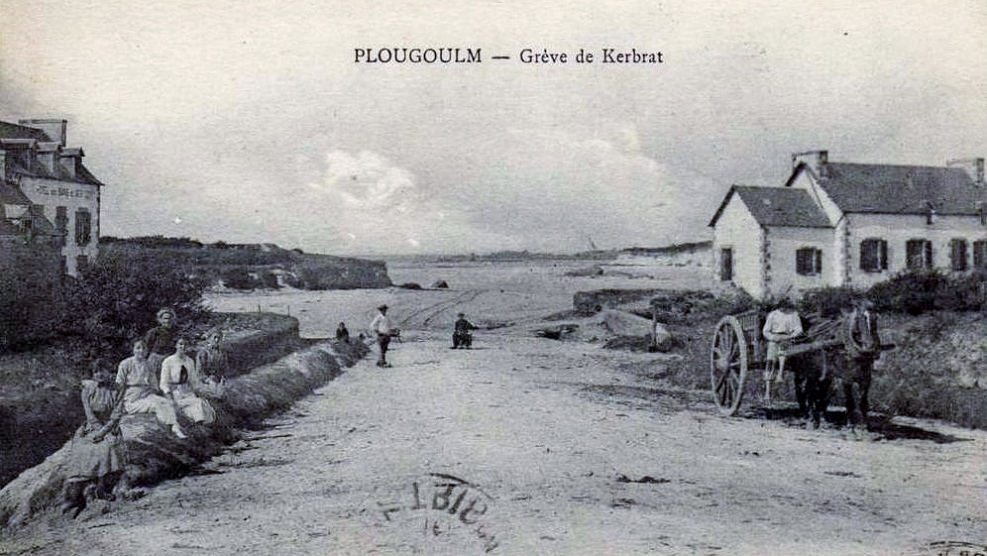
La grève de Kerbrat vers 1910

En réponse à une enquête épiscopale organisée en 1902 par François Dubillard, évêque de Quimper et de Léon en raison de la politique alors menée par le gouvernement d'Émile Combes contre l'utilisation du breton par les membres du clergé, le recteur de Plougoulm écrit : « Ici on ne se sert que de l'idiome breton. on ne comprendrait pas une autre langue » ; ce n'est pas l'avis de Le Cam, instituteur à Plougoulm, qui indique en 1904 en réponse à une enquête de l'inspection académique que « la majeure partie de la population parle et comprend le français ».
Le journal L'Aurore du 14 janvier 1902, reprenant un article du journal La Résistance (Croix de Morlaix) publié trois jours plus tôt prend en exemple la commune de Plougoulm, qui a connu en 1901 90 naissances pour 44 décès, en notamment son maire, qui a eu 12 garçons, comme exemple de la lutte contre la dépopulation et explique cette forte natalité locale par la pratique des vertus chrétiennes.
La ligne des Chemins de fer départementaux du Finistère allant de Plouescat à Saint-Pol-de-Léon, via Cléder, Sibiril et Plougoulm, ouvre le 1er juillet 1907 (elle prolonge la ligne venant de Brest dont le tronçon allant de Plouider à Plouescat avait ouvert en 1904). Cette ligne ferma en 1946.
Des Johnnies originaires de Plougoulm trouvèrent la mort lors du naufrage du Hilda dans la nuit du 17 au 18 novembre 1905. En tout ce sont 70 Johnnies, membres des cinq compagnies Pichon, Quiviger, Jaouen, Calarnou et Tanguy (la liste précise des victimes est indiquée dans le journal L'Univers du 26 novembre 1905) qui périrent en tout dans cette catastrophe.
La vente d'oignons en Angleterre se poursuivit malgré cette catastrophe. Le journal L'Ouest-Éclair du 13 juillet 1909 écrit : « La compagnie Sébastien Grall, de Saint-Pol-de-Léon, composée de 20 vendeurs d'oignons, et la compagnie Raoul, de Plougoulm, composée de 22 vendeurs, partent aujourd'hui pour Newport avec des pommes de terre et des oignons ».

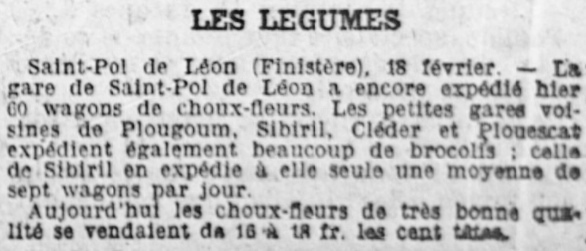
Article de journal évoquant l'expédition de brocolis depuis la gare de Plougoulm vers celle de Saint-Pol-de-Léon en 1910

L'inventaire des biens d'église se déroula, tant à l'église paroissiale, qu'à la chapelle de Prat-Coulm, le 21 novembre 1906 en dépit des protestations du recteur Tanguy sans incidents graves. Une première tentative d'inventaire avait eu lieu le 5 mars 1906, mais ce jour-là l'agent du gouvernement avait dû se retirer face à l'opposition du curé, du maire, des membres du conseil de fabrique et des jeunes gens du cercle Saint-Coulm (ces derniers ayant passé la nuit dans l'église) et de la population rassemblée
L'inauguration de la ligne de chemin de fer des Chemins de fer départementaux du Finistère allant de Plouescat à Saint-Pol-de-Léon, via Plougoulm, eut lieu le 30 juin 1907 (les travaux avaient été entrepris en 1905). Cette ligne, surnommé "train-patate", servit à transporter légumes et passagers jusqu'à Saint-Pol-de-Léon ; mais la nécessité d'un transbordement coûteux en gare de Saint-Pol-de-Léon ou de Roscoff (la ligne de Plouescat à Saint-Pol-de-Léon étant à voie métrique à la différence de celle de l'Ouest-État au départ de Saint-Pol-de-Léon ou de Roscoff) fit que beaucoup de paysans préférèrent continuer à transporter leurs productions maraîchères en charrette jusqu'à l'une ou l'autre de ces deux gares ; elle ferma en 1946.

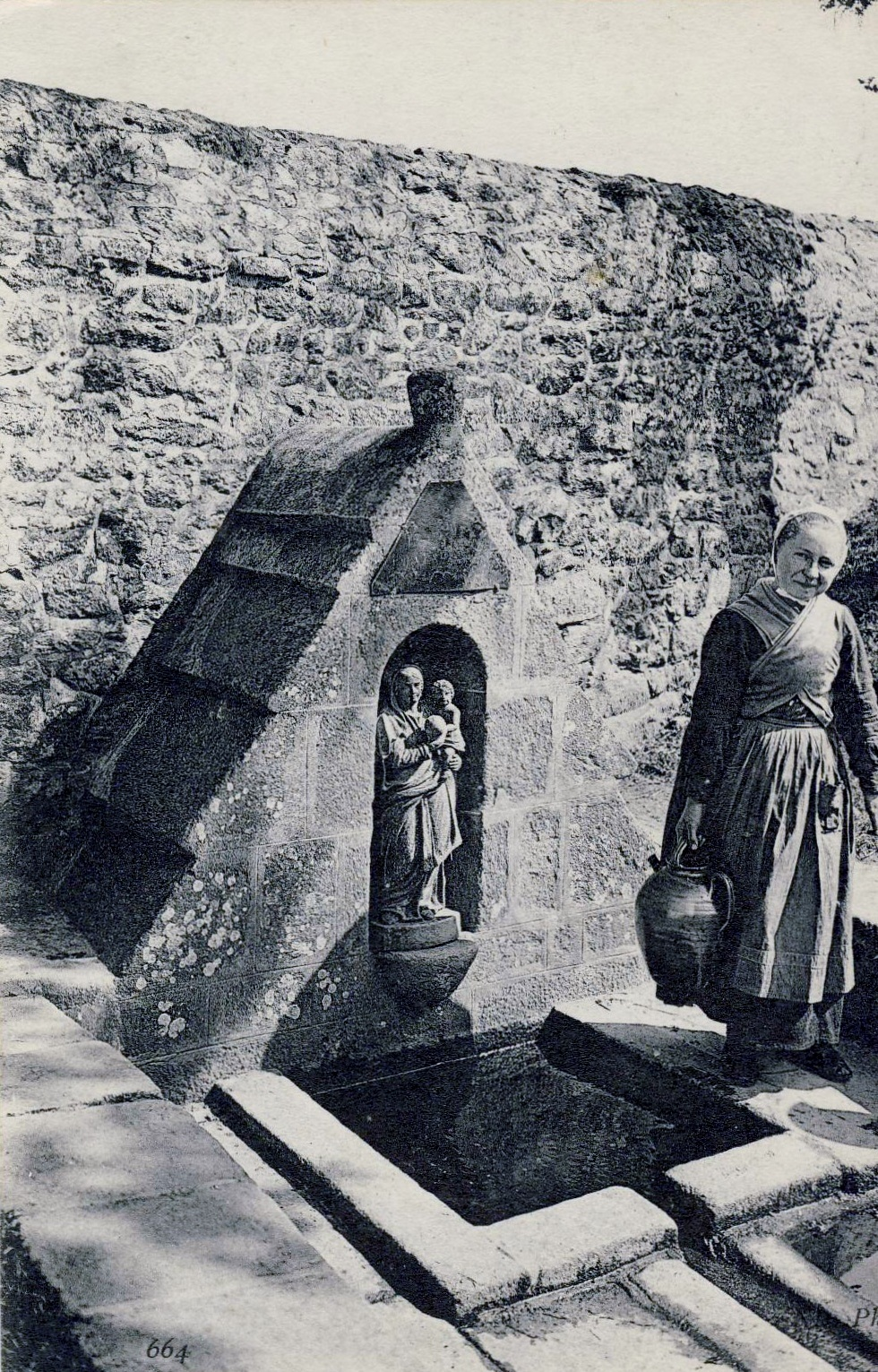
La fontaine de Prat Coulm vers 1910

#### La Première Guerre mondiale
Le monument aux morts de Plougoulm porte les noms de 112 soldats et marins morts pour la France pendant la Première Guerre mondiale ; parmi eux 8 sont morts en Belgique, dont un dès le 21 août 1914 (Louis Argouarch à Sambreville) et deux dès le 21 août 1914 (Pierre Cantina à Virton et François Combot à Rossignol) ; un est mort en Grèce dans le cadre de l'expédition de Salonique (Jean Paul Auffret à Vostaran le 15 novembre 1916) ; la plupart des autres sont morts sur le sol français (parmi eux 4 (Jean-Louis Guéhennec, René Kerbrat, Hervé Masson et René Sévère) ont été décorés de la Médaille militaire et de la Croix de guerre et un (Charles Auffret) de la seule Croix de guerre ; trois sont décédés en Allemagne : André Mesmeur (en 1915), Hamon Quéré (né le 26 mai 1897 à Plougoulm) est mort en captivité en province de Prusse-Orientale à Preussich Holland [désormais cette localité se nomme Paslek et est située en Pologne] le 2 novembre 1918, donc 9 jours avant l'armistice et Jean Marie Saout, décédé à Mersebourg le 30 novembre 1918, donc après l'armistice.

#### L'Entre-deux-guerres
Le pardon de Prat-Coulm se déroulait début juillet. La fête dégénérait parfois en bagarre comme ce fut le cas en 1926 où une rixe éclata entre des jeunes gens de Plougoulm et de Sibiril.
Des fêtes durant trois jours étaient organisées chaque année début septembre à Plougoulm : par exemple celles de 1931 eurent lieu le dimanche 6 septembre et celles de 1933 se déroulèrent les samedi 2, dimanche 3 et lundi 4 septembre (un tournoi de ping-pong, un banquet, des courses cyclistes, des courses de chevaux attelés, un bal, une retraite aux flambeaux, des courses à pied, etc.. furent organisées).
Le marché de Plougoulm-Croissant était alors un marché très actif, les paysans de la Ceinture dorée y vendant notamment choux-fleurs, brocolis, artichauts, oignons, échalotes, carottes, pommes de terre, etc.,
En 1937 le journal L'Ouest-Éclair évoque une usine de teillage de lin se situant à la limite des communes de Plougoulm et de Saint-Pol-de-Léon, au lieu-dit Le Stang, « exploitée depuis plus de 100 ans ». La minoterie du Dourduff est mise en vente en 1939.

#### La Seconde Guerre mondiale
Le monument aux morts de Plougoulm porte les noms de 17 personnes mortes pour la France pendant la Seconde Guerre mondiale ; parmi elles Hervé Deroff, quartier-maître à bord du contre-torpilleur Bison, coulé en Mer de Norvège le 5 mai 1940.
Aristide Fichez, médecin et futur maire de Plougoulm, fut résistant sous le pseudonyme "Coffre-fort" et membre du réseau de résistance OCM ; il parvint aussi à faire libérer 10 otages plougoulmois qui allaient être exécutés.

#### L'après Seconde Guerre mondiale

##### La Guerre d'Algérie
Deux soldats originaires de Plougoulm (Pierre Boutouiller et Yves Rolland) sont morts pour la France pendant la Guerre d'Algérie.

##### Les marées noires
- 1978 : marée noire de l'Amoco Cadiz
- 1980 : marée noire du Tanio

## Politique et administration

### Jumelages
Depuis 1988, Plougoulm est jumelée avec Abondance, situé en Haute-Savoie, France.

## Lieux et monuments

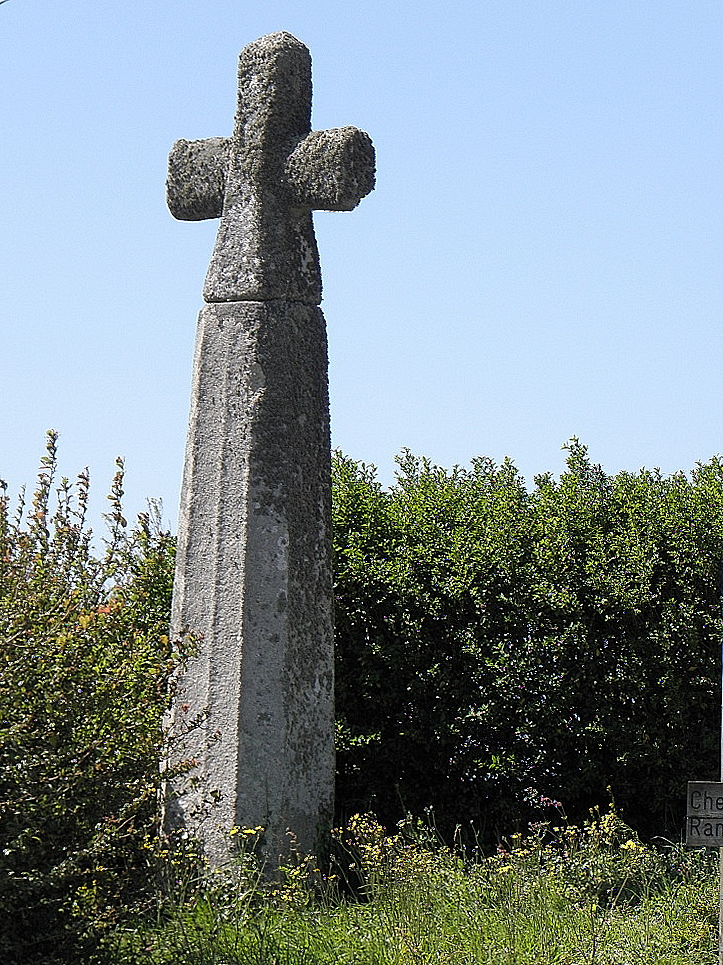
La stèle christianisée de Kroas-Méan.

- La stèle christianisée de Kroas-Méan  (Croas-Méan) : haute de 4,80 mètres, elle date probablement de l'Âge du fer ; une croix pattée a été placée à son sommet, sans doute lors de l'instauration du christianisme dans la région ; elle est inscrite à l'inventaire supplémentaire des monuments historiques par un arrêté du 5 mai 1972.
- L'église paroissiale Saint-Colomban : elle fut construite au XVIIIe siècle et reconstruite en 1833, elle a été restaurée à nouveau en 1909-1910 par l'architecte Charles Chaussepied[69]. Son trésor contient notamment une croix de procession datant de 1643 et une bannière de procession datant de 1646.
- La chapelle de Prat-Coulm : elle date du XIIIe siècle et dépendait du manoir voisin du Dourduff ; elle a été bénie en 1496. De forme rectangulaire, reconstruite en 1843 et restaurée à la fin du XIXe siècle.
- Le moulin de Kerellec : date du XIVe siècle, il se trouve sur les rives de la rivière de l'Horn. Il comporte un terrain de 6 000 m2 et fut restauré en 1994. Autour du moulin s'étend la rivière et la flore qui reste très bien constituée aujourd'hui.
- Le viaduc du Guillec : en plein milieu du bois de la Palud, dans la vallée du Dourduff, il fut construit sous le Second Empire, il servit ensuite au transport ferroviaire. Aujourd'hui, c'est un chemin de balade pour les randonneurs et qui offre une vue superbe sur la vallée du Dourduff[70].
- Le cimetière et son ossuaire (ils datent du XVIIIe siècle) ainsi que son monument aux morts dédiés aux morts de la Première Guerre mondiale.
- En 1495, le manoir de Ramblouc'h est construit, ce qui fait de lui la plus ancienne bâtisse de la région, hormis une chapelle et une église
- La vallée du Dourduff avec le bois de la Palud
- Les plages et les dunes : Tou'l an Ouch, le Guillec et la plage parking

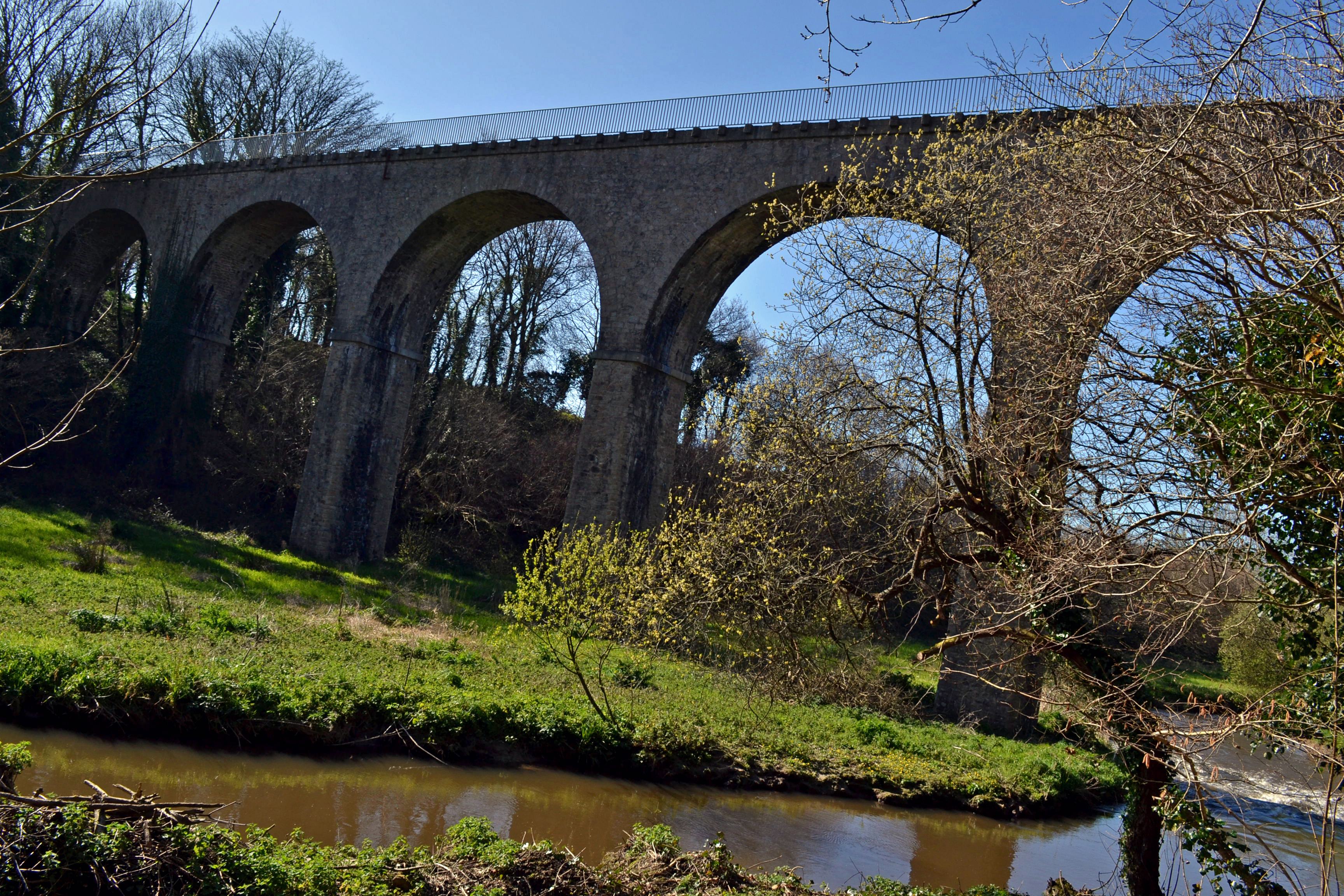
Viaduc du Guillec
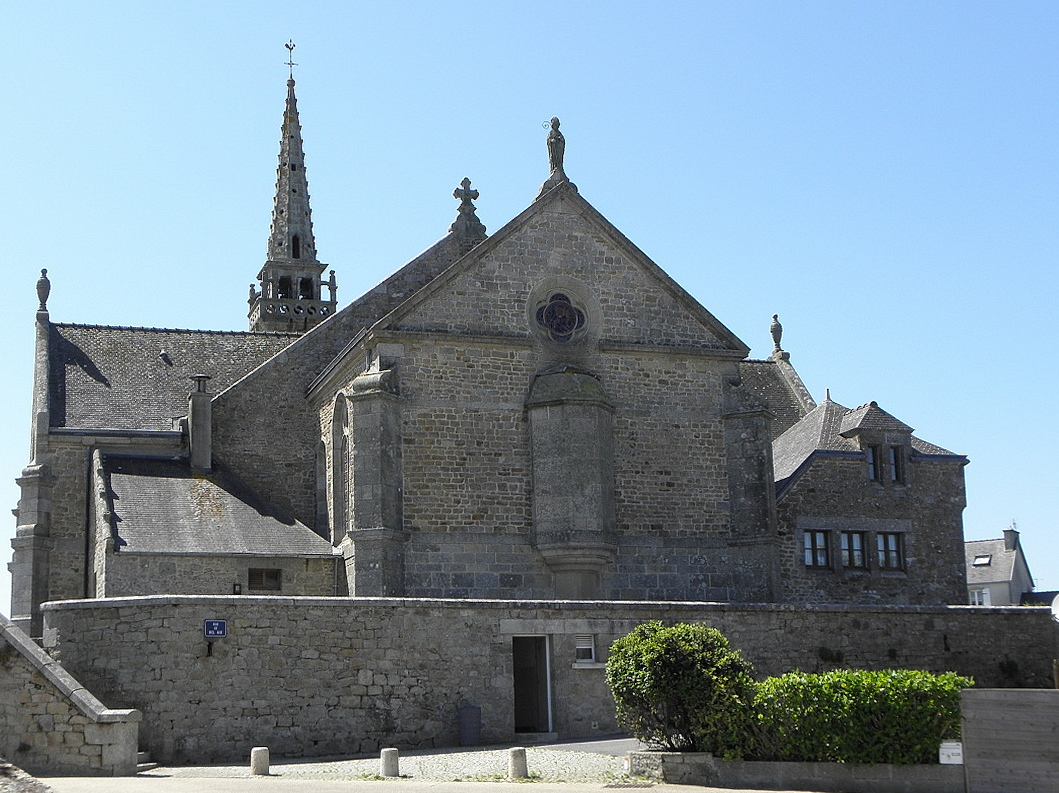
Église Saint-Colomban
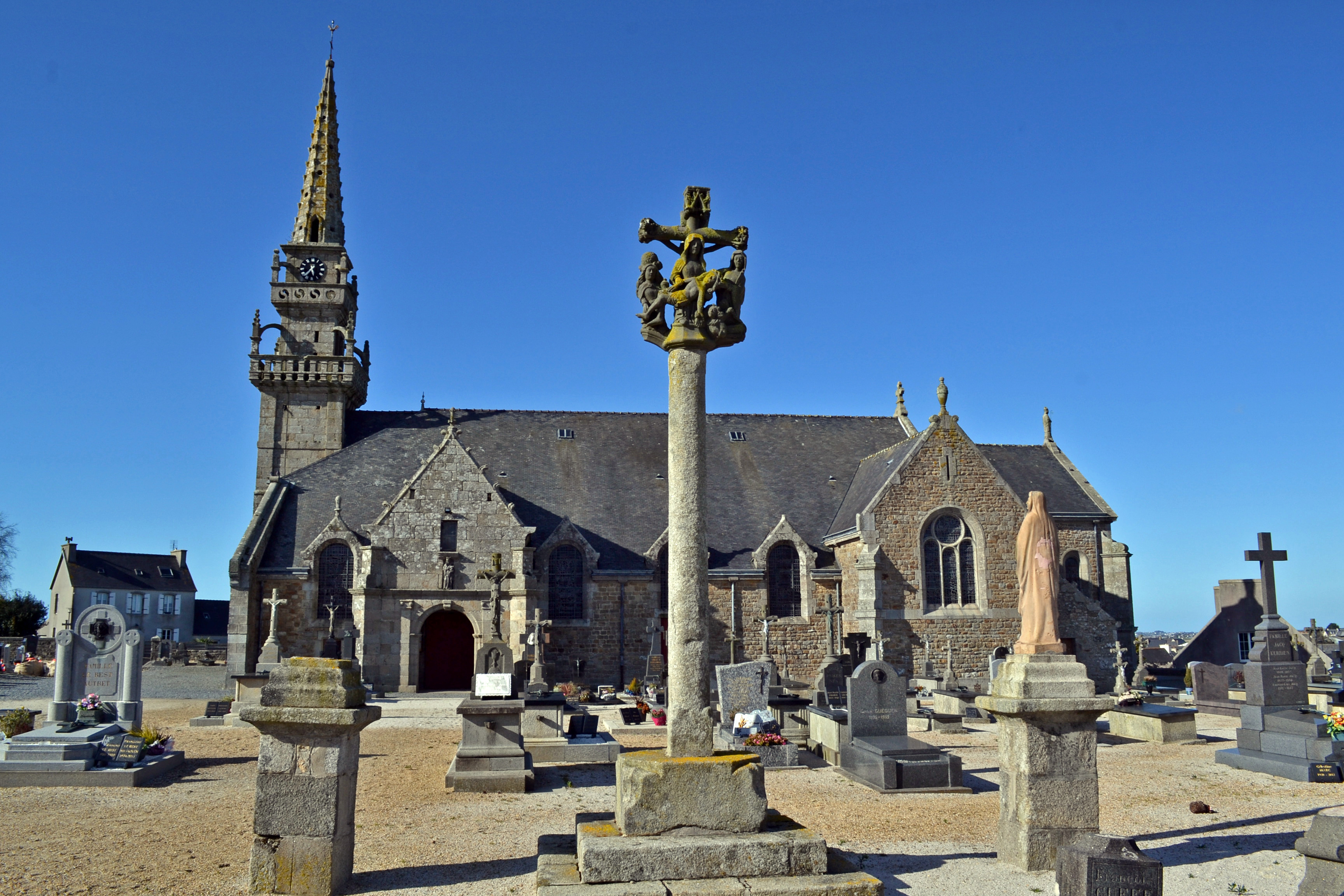
L'église et le calvaire
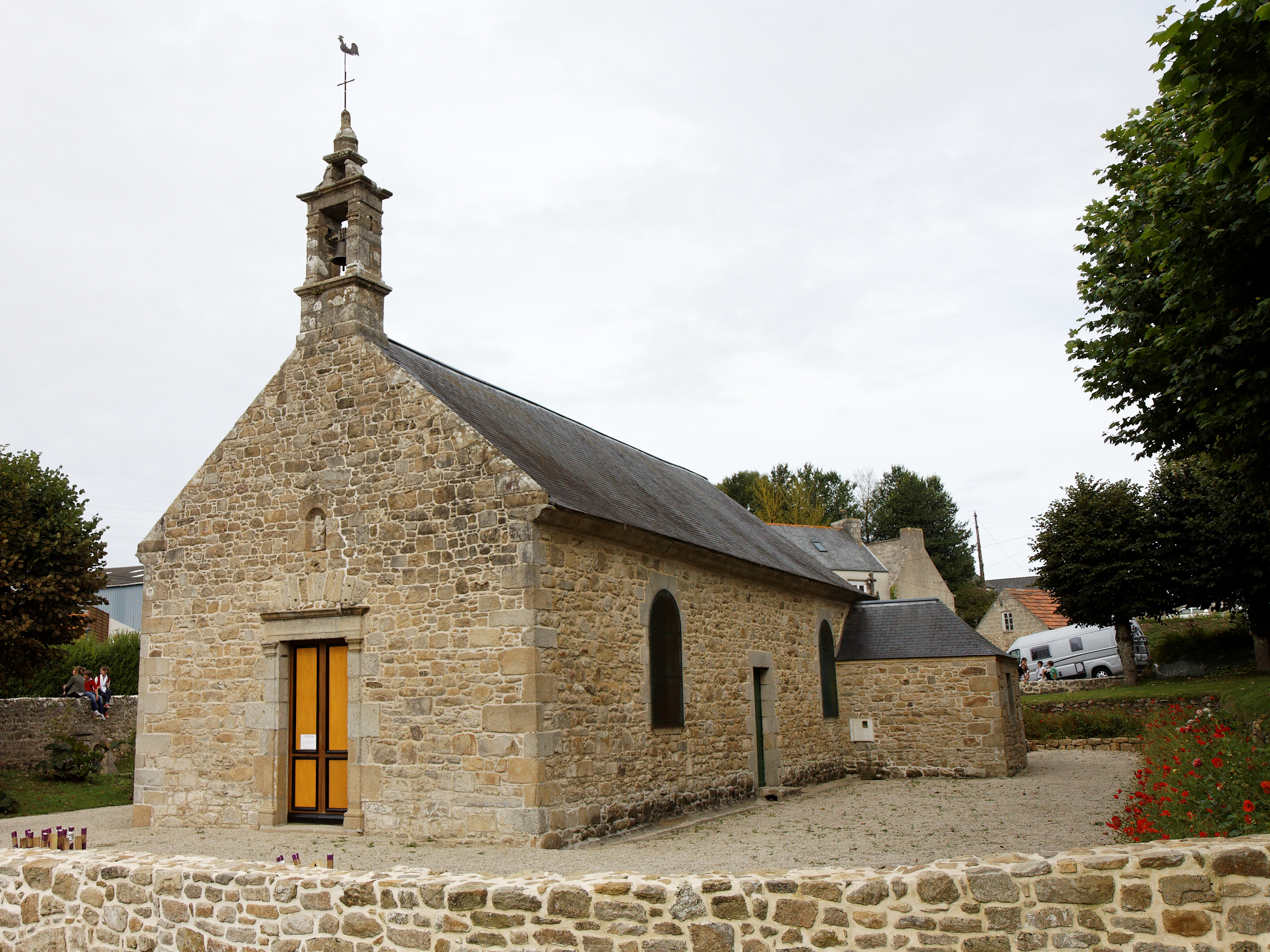
Chapelle de Prat Coulm
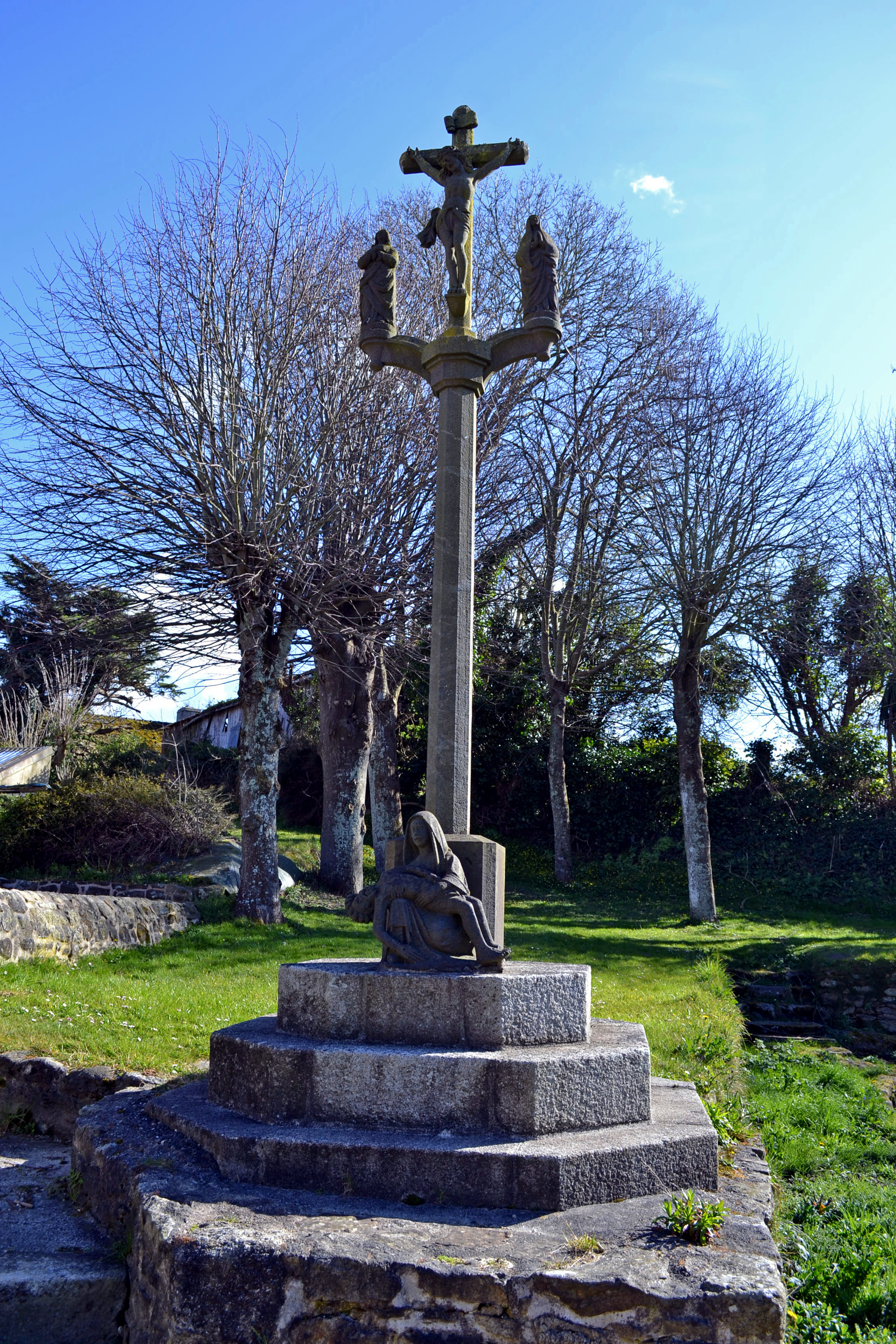
Calvaire de Prat Coulm
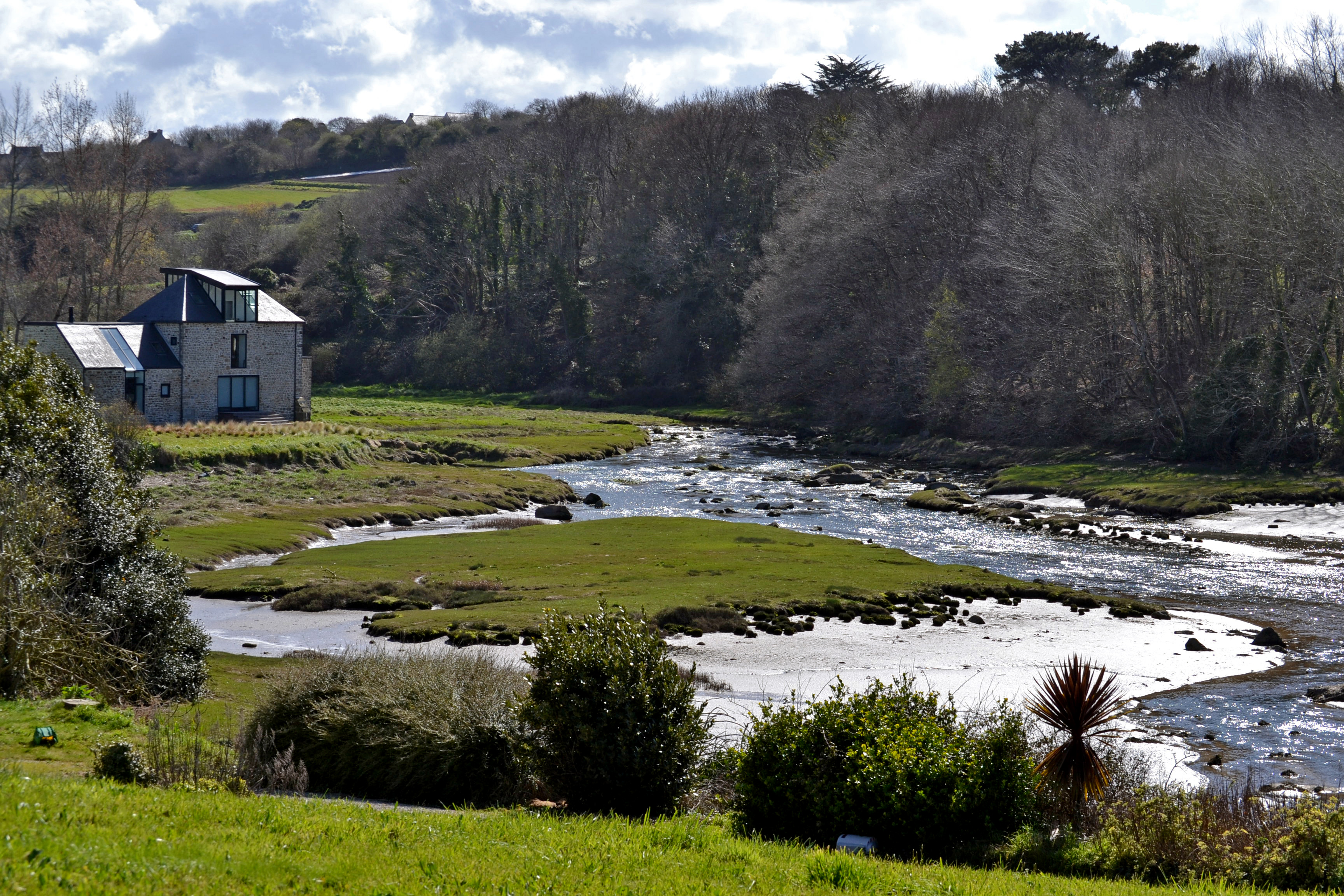
Moulin de la vallée du Guillec
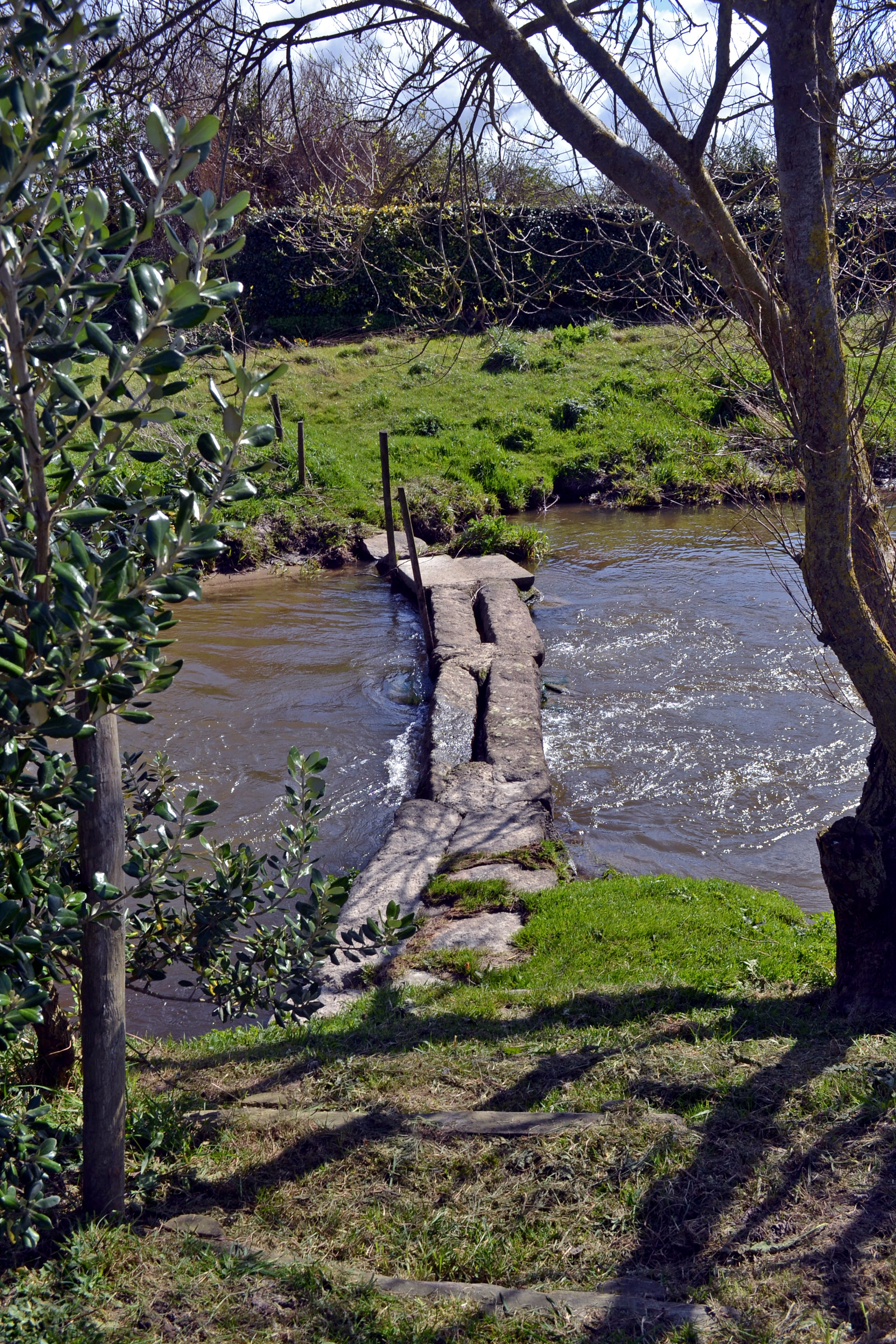
Pont Bian
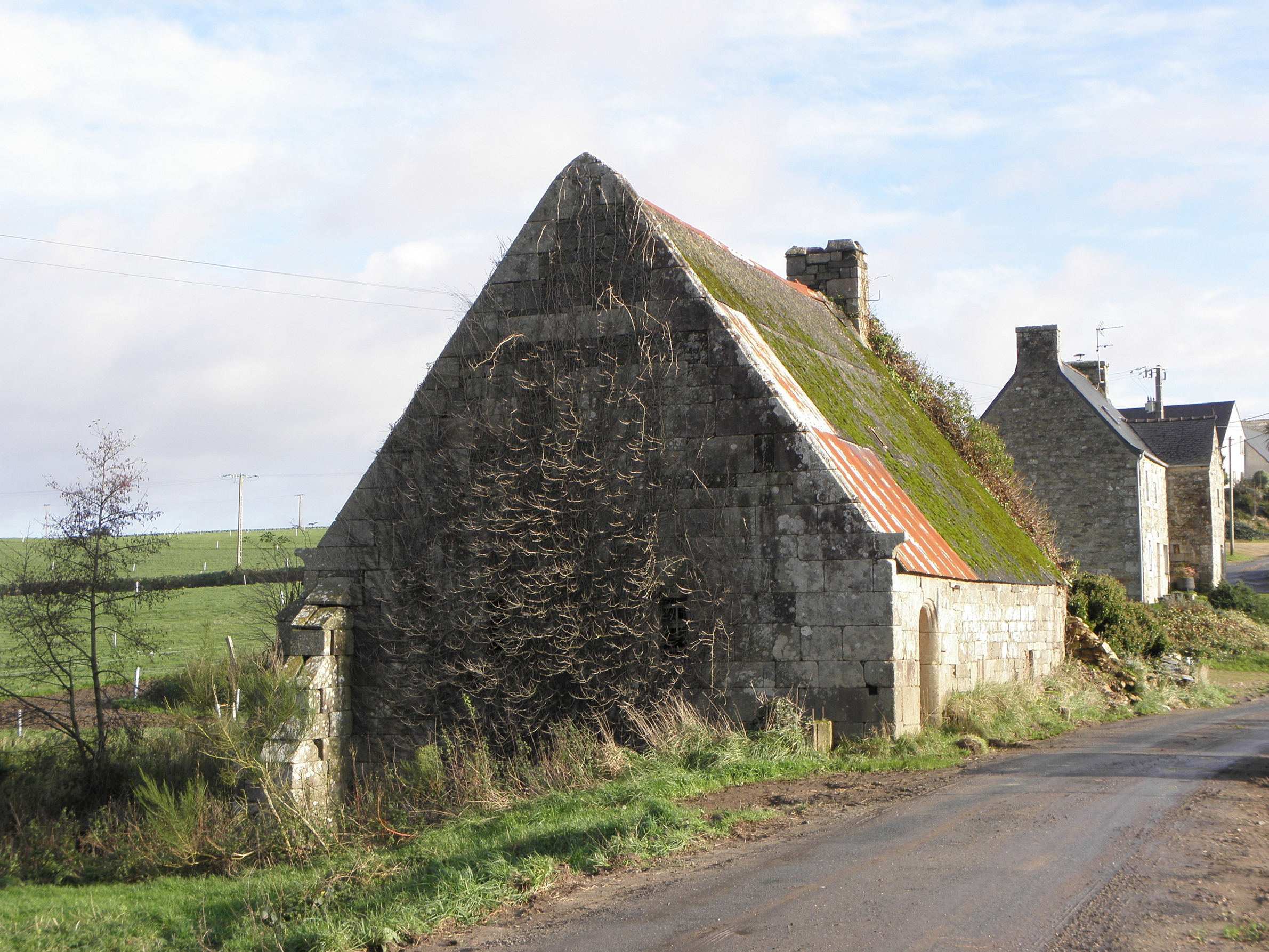
Moulin de Ramblouc'h
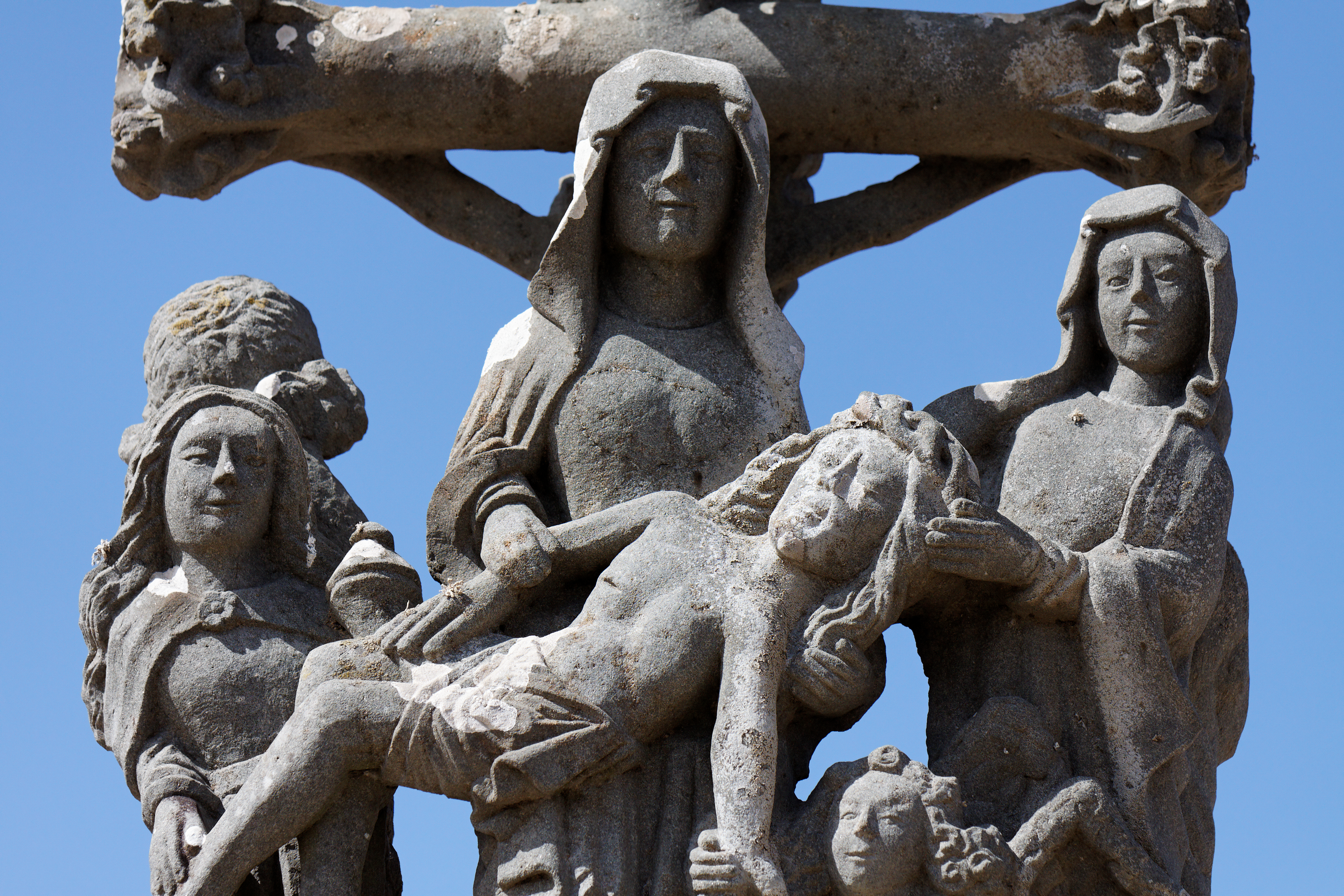
Sculptures du calvaire
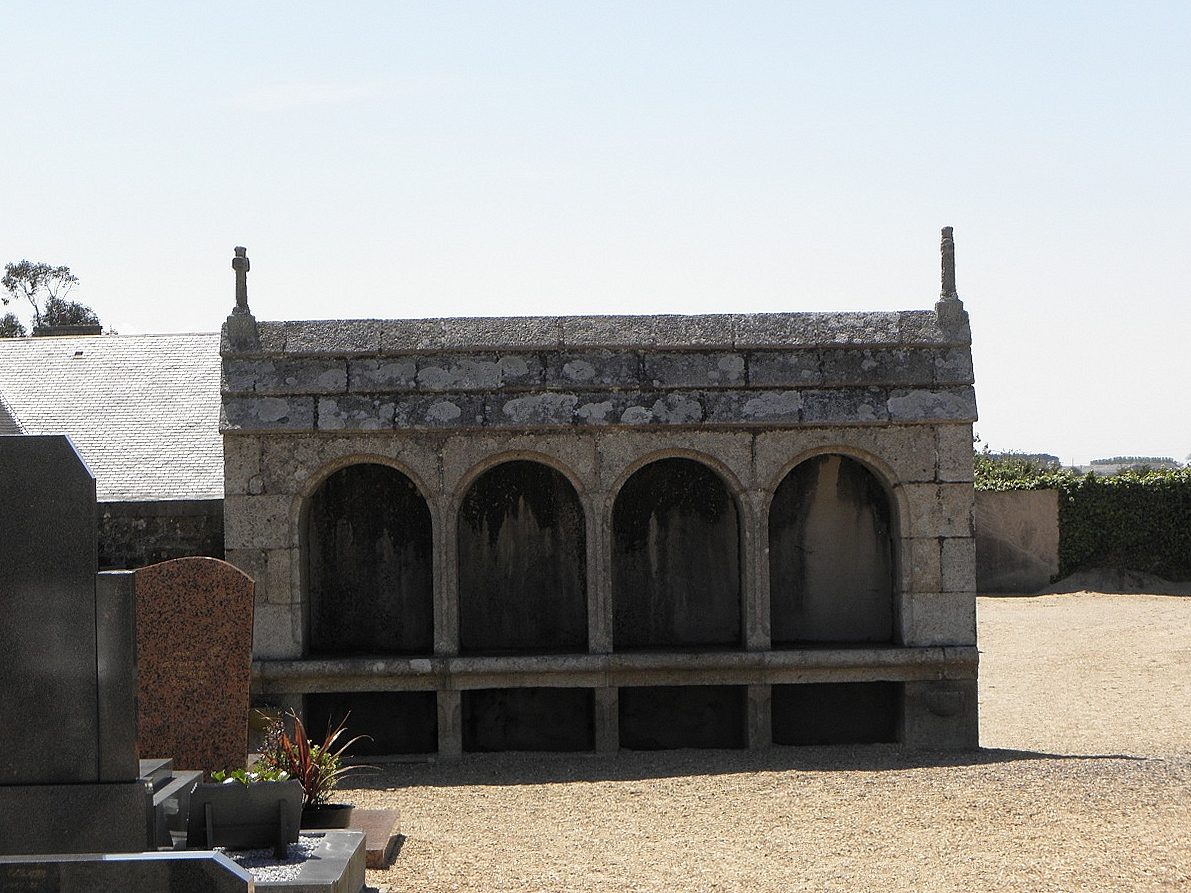
Ossuaire du cimetière

## Services et commerces
- Deux écoles (une publique et une privée) et une cantine scolaire
- Une bibliothèque/médiathèque et un centre aéré/garderie.
- Centre d'accueil de randonneurs, camping
- Un stade de foot, une salle omnisports et une salle des fêtes
- Divers commerces de proximité (boulangerie, épicerie la Plougoulmoise...)
- Un cabinet de médecin, un cabinet d'infirmier, une pharmacie, un service d'aide aux personnes âgées.

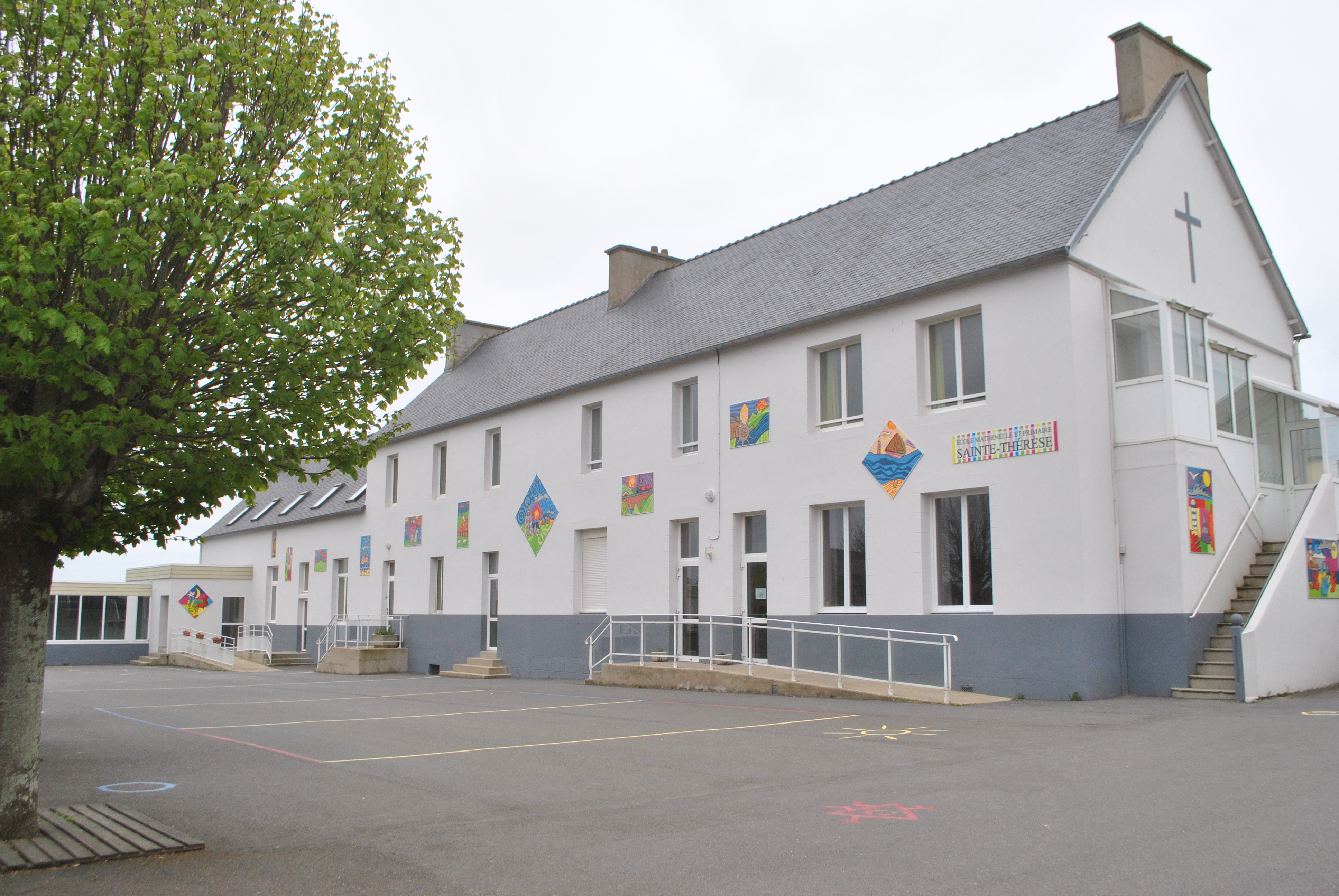
Ecole Privée
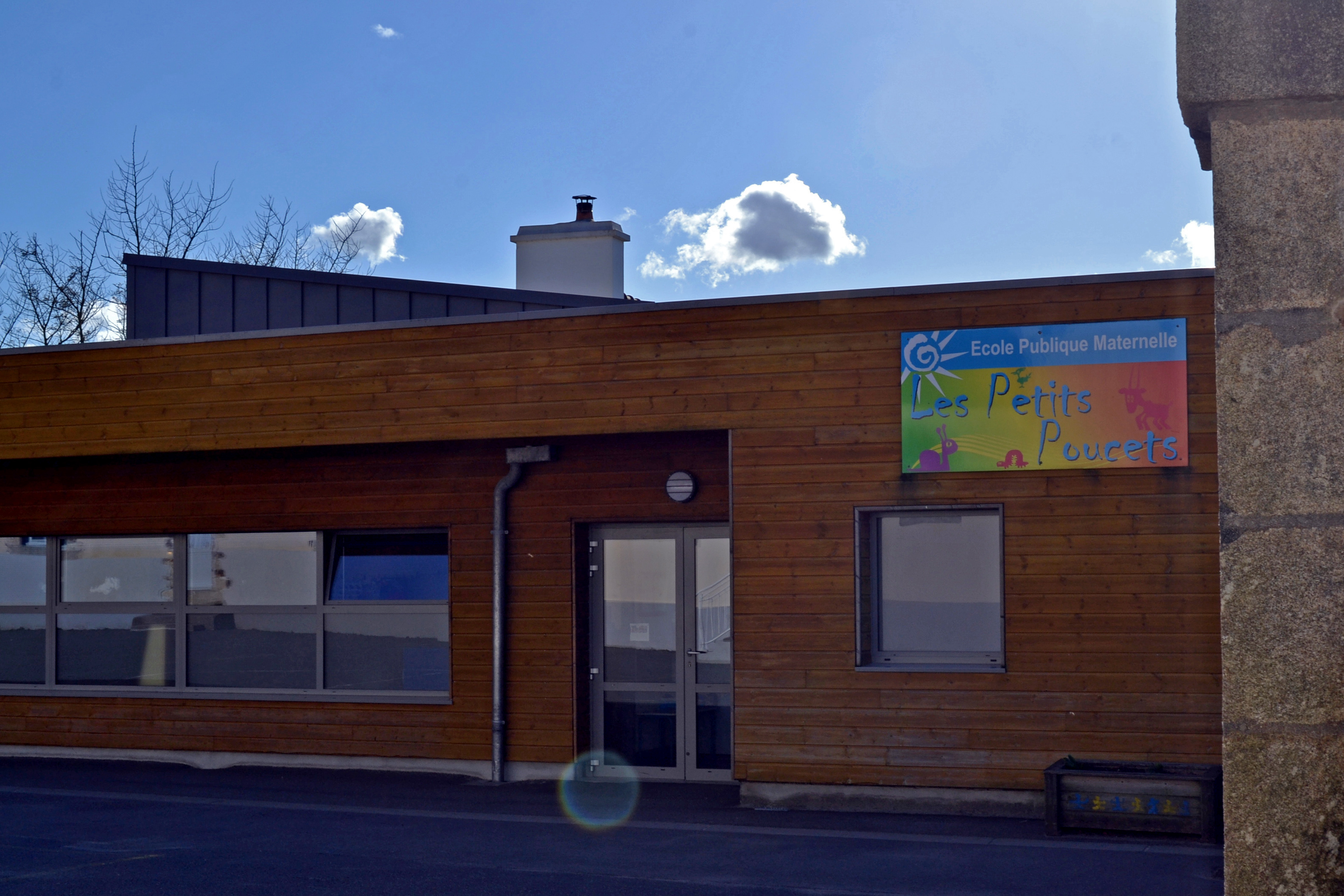
Ecole publique
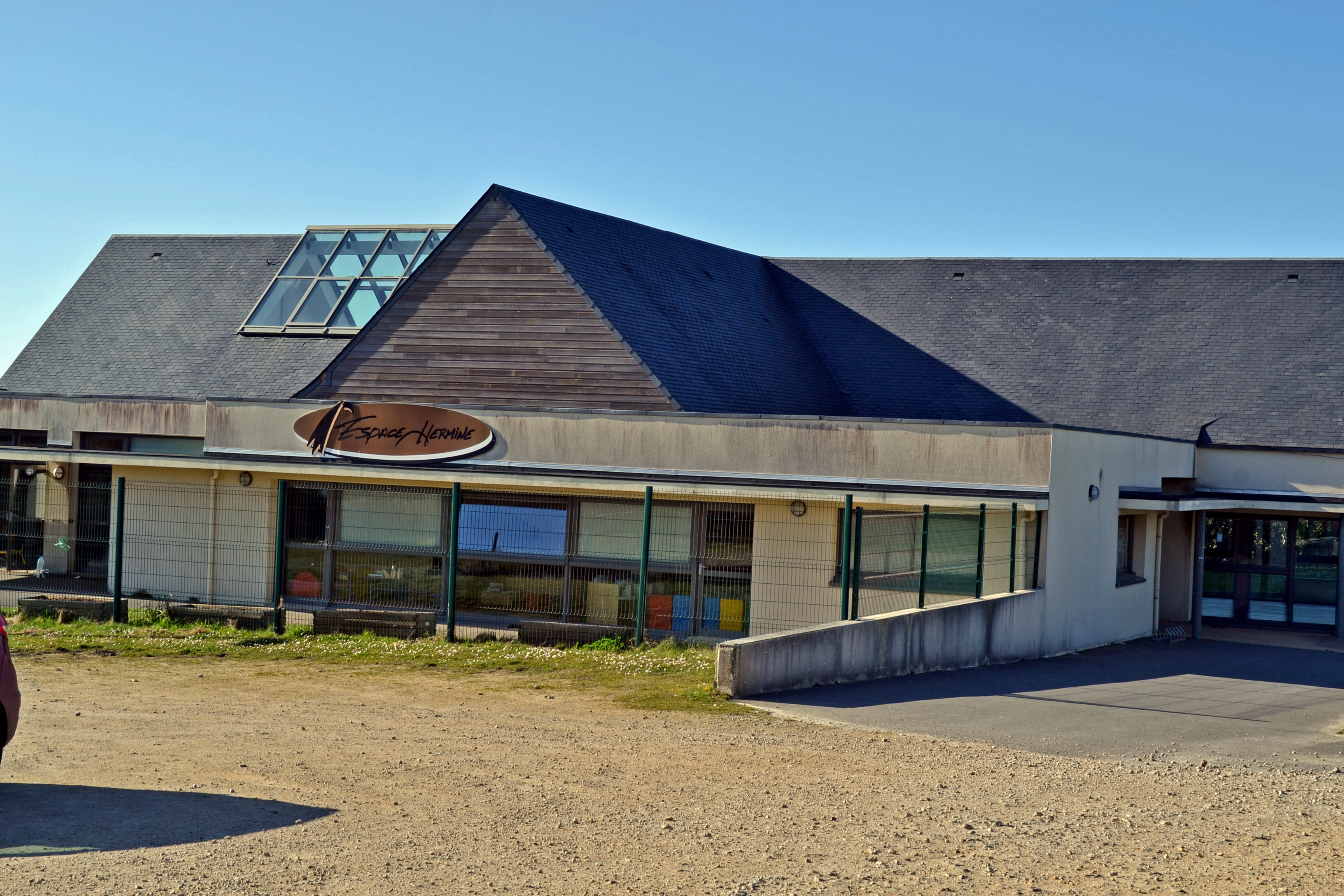
Espace Hermine
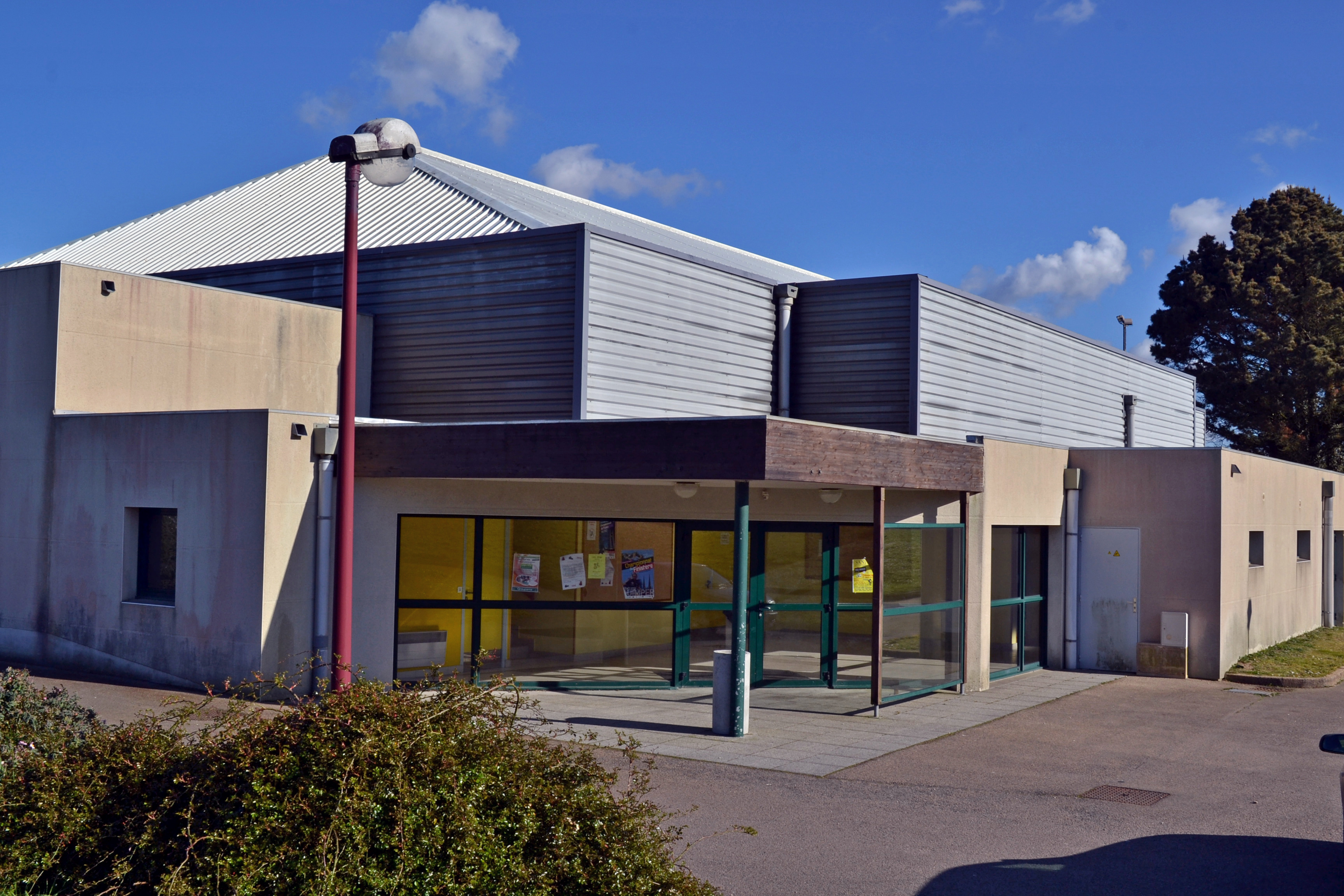
Salle polyvalente
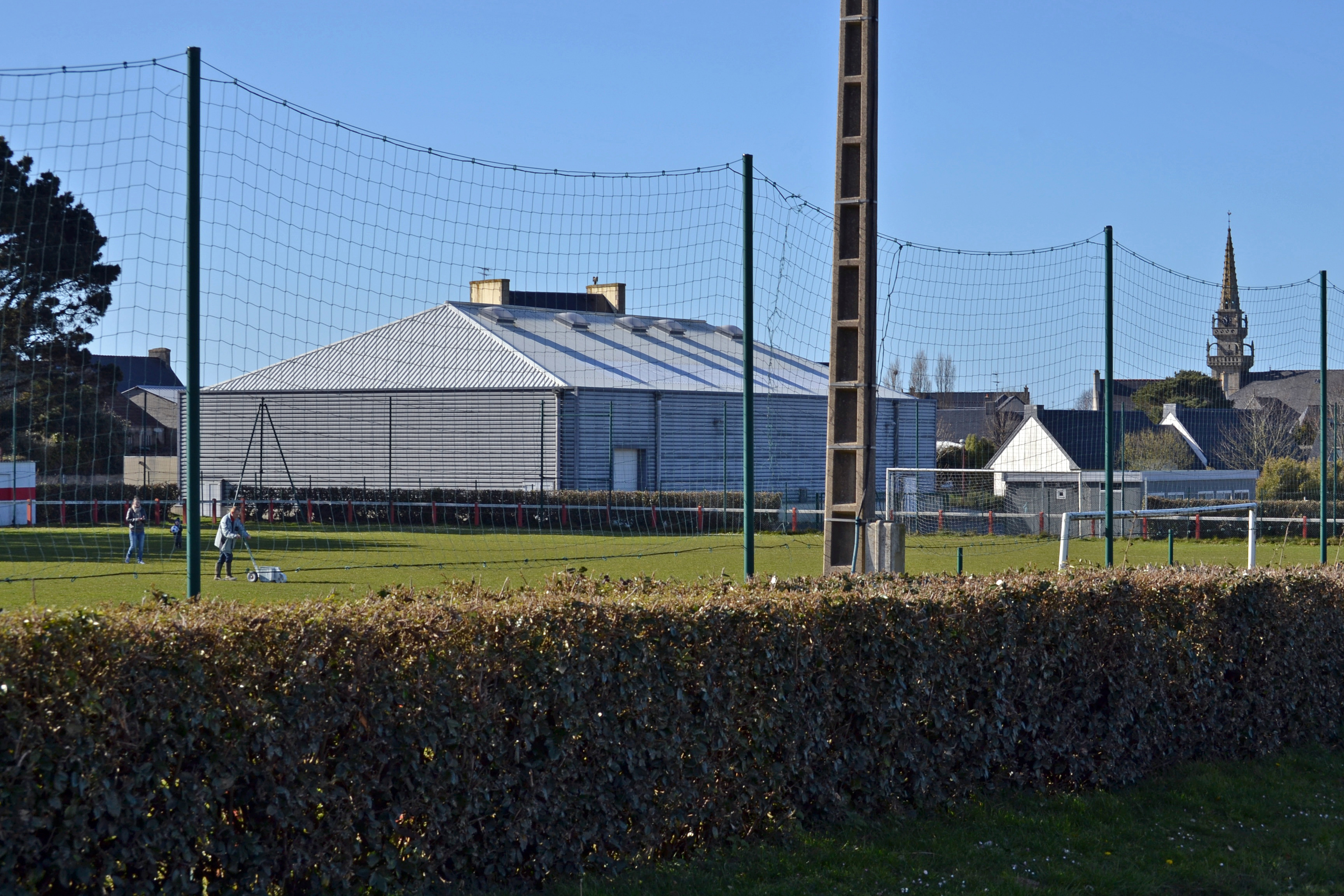
Terrain de sport

## Activités et événements

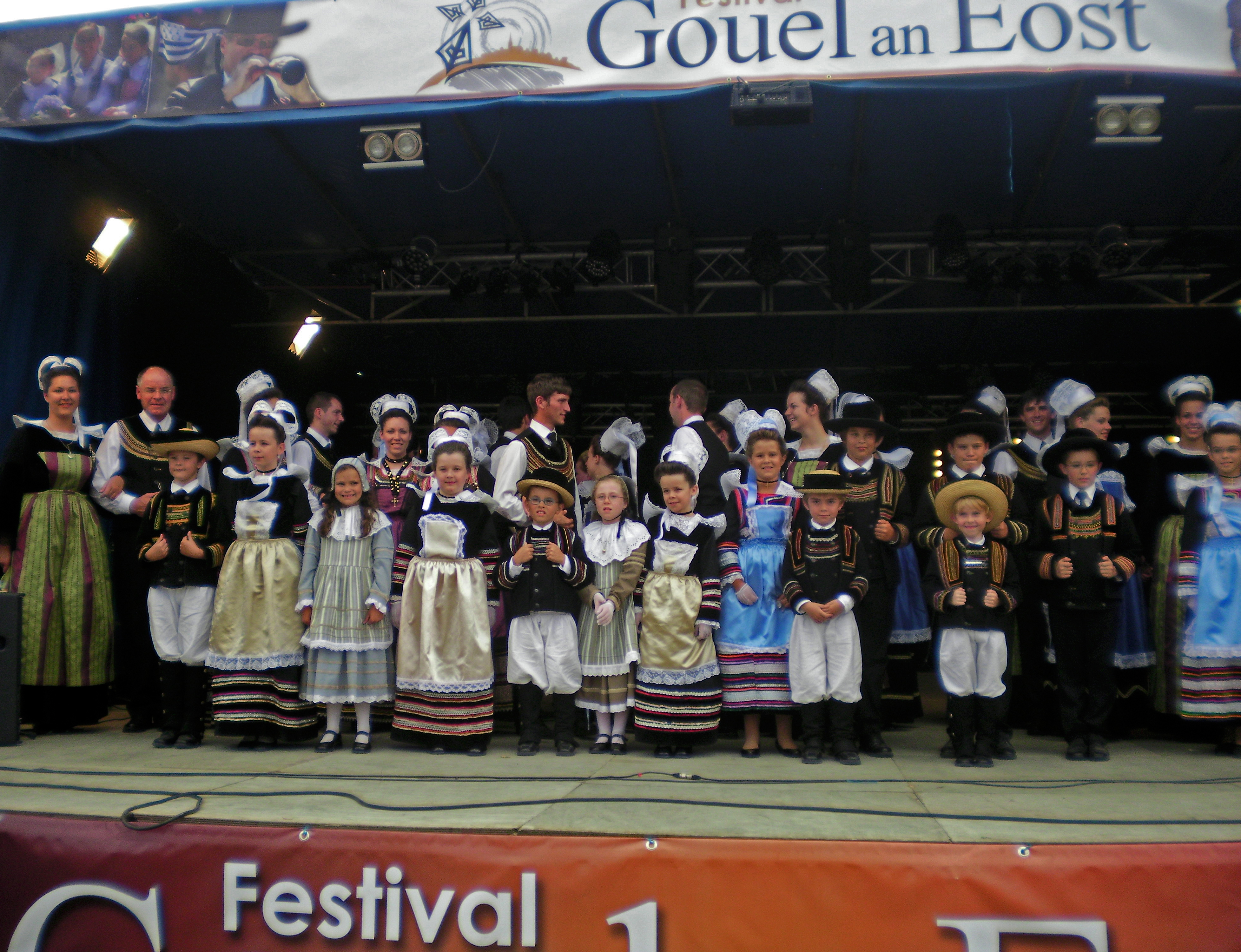
Gouel an Eost, fête de la moisson

- Le Festival Gouel an Eost : ce festival est né en 1981 d'un groupe d'hommes et de femmes voulant faire revivre la fête de la moisson à Plougoulm. Cette fête se passe à la mi-août, il se déroulait jusqu'en 2007 au manoir de Ramblouc'h mais a été relocalisée aux abords de la chapelle de Prat-Coulm. Le festival commence par le traditionnel défilé de machines agricoles d'autrefois, suivi d'hommes, femmes et enfants en tenue d'antan. Pendant cette fête et observer les paysans montrant les métiers d'autrefois. Le soir, un fest-noz a traditionnellement lieu afin de pouvoir danser et écouter de la musique bretonne. Ce festival est assez connu dans les alentours de Plougoulm et de plus en plus de personnes viennent assister aux festivités[71].
- Plages : Plougoulm possède des plages parfois envahies par de grandes quantités d'algues vertes, surtout en été[72].
- Okapoum : chaque année, Okapoum, une association en faveur des enfants handicapés, organise une fête, avec démonstration de camions, exposition de miniatures, promenades en camion ou en hélicoptère.
- Jumelage avec Abondance : le CLE organise chaque année, plus précisément en hiver, un jumelage avec la ville d'Abondance en Haute-Savoie, qui permet aux jeunes plougoulmois de goûter aux joies des sports d'hiver. En retour, les Abondanciers viennent passer une semaine en été à Plougoulm pour profiter de la plage et de l'air de la campagne. Les touristes sont logés dans des familles d'accueil plougoulmoises ou abondancières.
En 2008, Plougoulm et Abondance fêtaient leurs 20 ans de jumelage. À cette occasion, l'association Rederien a couru la distance à pied entre les deux communes, soit environ 1 200 kilomètres.

## Démographie
L'évolution du nombre d'habitants est connue à travers les recensements de la population effectués dans la commune depuis 1793. Pour les communes de moins de 10 000 habitants, une enquête de recensement portant sur toute la population est réalisée tous les cinq ans, les populations de référence des années intermédiaires étant quant à elles estimées par interpolation ou extrapolation. Pour la commune, le premier recensement exhaustif entrant dans le cadre du nouveau dispositif a été réalisé en 2007.
En 2022, la commune comptait 1 761 habitants, en évolution de −0,28 % par rapport à 2016 (Finistère : +2,16 %, France hors Mayotte : +2,11 %).
| 1793  | 1800  | 1806  | 1821  | 1831  | 1836  | 1841  | 1846  | 1851  |
| ----- | ----- | ----- | ----- | ----- | ----- | ----- | ----- | ----- |
| 1 834 | 1 860 | 1 982 | 2 268 | 2 346 | 2 439 | 2 462 | 2 488 | 2 361 |

| 1856  | 1861  | 1866  | 1872  | 1876  | 1881  | 1886  | 1891  | 1896  |
| ----- | ----- | ----- | ----- | ----- | ----- | ----- | ----- | ----- |
| 2 315 | 2 341 | 2 428 | 2 366 | 2 383 | 2 445 | 2 352 | 2 213 | 2 249 |

| 1901  | 1906  | 1911  | 1921  | 1926  | 1931  | 1936  | 1946  | 1954  |
| ----- | ----- | ----- | ----- | ----- | ----- | ----- | ----- | ----- |
| 2 341 | 2 401 | 2 441 | 2 144 | 2 259 | 2 268 | 2 249 | 2 170 | 2 099 |

| 1962  | 1968  | 1975  | 1982  | 1990  | 1999  | 2006  | 2007  | 2012  |
| ----- | ----- | ----- | ----- | ----- | ----- | ----- | ----- | ----- |
| 2 030 | 2 001 | 1 809 | 1 788 | 1 693 | 1 621 | 1 751 | 1 770 | 1 782 |

| 2017  | 2022  | - | - | - | - | - | - | - |
| ----- | ----- | - | - | - | - | - | - | - |
| 1 759 | 1 761 | - | - | - | - | - | - | - |

## Économie
- OBS (Organisation bretonne de sélection) est une filiale semencière, installée à Plougoulm, commune à trois coopératives maraîchères du nord du Finistère, regroupées sous le nom Cerafel, qui commercialise la production des 1 700 maraîchers adhérents sous la marque "Prince de Bretagne", dont le but est la création de nouvelles variétés légumières (sans recours à des organismes génétiquement modifiés)[77].

## Sports
- Le Kurun-basket club (en association avec le club de basket de Santec)
- Les Cadets de Plougoulm (club de football)[78]
- TTC Plougoulm : club de tennis de table affilié FFTT
- Club de ping-pong
- Karaté
- Sports nautiques - planche à voile, surf, stand up paddle, kite surf...

## Associations
- Okapoum : association pour les handicapés.
- CLE (Comité Loisirs Échanges) : il s'occupe entre autres du Gouel an Eost et du jumelage avec la ville de Haute-Savoie : Abondance.
- Club du 3e âge
- Association des Parents d'élèves de l'école publique Charles-Perrault présidée par madame Sénant Sonia.

## Légende
- La Pierre-du-diable ; cette légende est ainsi racontée en 1845 :

« On voit sur le chemin de Saint-Pol à Plougoulm, et à peu de distance du manoir de Pont-Plancoët, un petit menhir s'élevant à peine à 2 mètres au dessus du sol. Dans le pays, ce menhir porte le nom de la Pierre-du-diable, et voici l'origine que les traditions (...) lui attribuent : lorsqu'on bâtissait la cathédrale de Saint-Pol, le diable, qui était à Plouider, voyait avec rage le temple chrétien s'élever. Outré de fureur contre le beau clocher du Creisker, il saisit une grosse pierre et la lança contre la naissante métropole. Mais il prit mal ses dimensions, et la pierre toma au leu où on la voit aujourd'hui. Quelques trous pratiqués sur une des faces ne sont rien moins, au dire des paysans, que les griffes du diable. »

— A. Marteville et P. Varin, Dictionnaire historique et géographique de la province de Bretagne

### Tradition
À Plougoulm, la jeune épouse se couchait le soir de ses noces avec trois jupons. Après l'extinction de la chandelle, elle en enlèvait un ; le lendemain elle en enlevait un autre ; le troisième n'était ôté que la nuit suivante... C'est que la première nuit était offerte à Dieu et la seconde à la Sainte Vierge

## Personnalités liées à Plougoulm
- Guillaume Le Jeune[80], mort recteur de Plougoulm en 1807, est l'auteur des Canticou spritual, chantés journellement dans les églises de Basse-Bretagne au XIXe siècle.
- Francis Herth (1943-2018), peintre, dessinateur, graveur et sculpteur.
- Laurence Badie (1928-2024), actrice, avait une résidence dans la commune[81].